# Kroning van de Britse monarch

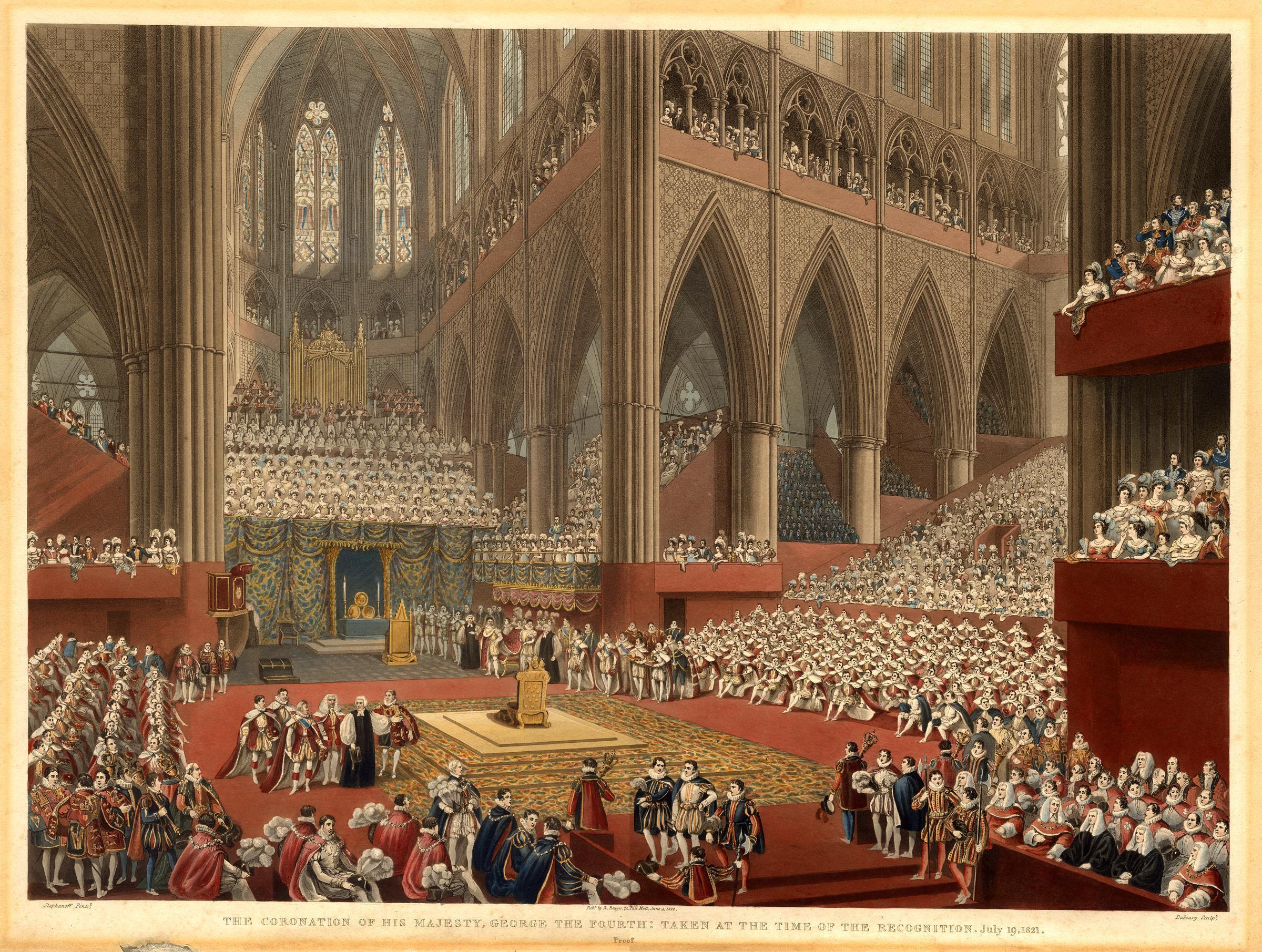
Kroning van George IV, 1821

De kroning van de Britse monarch is een ceremonie in Westminster Abbey waarmee de vorst van het Verenigd Koninkrijk formeel wordt erkend als monarch. Tijdens de plechtigheid legt de vorst de kroningseed af, wordt gezalfd, krijgt de regalia overhandigd en wordt gekroond. De meest recente kroningsplechtigheid is die van koning Charles III op 6 mei 2023. 
De belangrijkste elementen van de Britse kroningsplechtigheid zijn al te vinden in een beschrijving van de kroning van koning Edgar van Engeland in 973. Deze kroningsceremonie is in de middeleeuwen twee keer herzien en na de reformatie vertaald van het Latijn in het Engels. Ook is de afgelopen duizend jaar de plechtigheid voor elke kroning enigszins aangepast. De verschillende stappen in de ceremonie - en de volgorde daarvan - zijn sinds 973 echter hetzelfde gebleven. De kroning van de Engelse (en later Britse) vorst gebeurt sinds 1066 in Westminster Abbey. Charles III was de veertigste vorst die hier werd gekroond.
De ceremonie heeft een religieus karakter en is onderdeel van een anglicaanse avondmaalviering.  Met de plechtigheid wordt de vorst ook erkend als hoofd van de Church of England. De aartsbisschop van Canterbury gaat voor in de plechtigheid en kroont de vorst met de kroon van Sint-Eduard. Andere geestelijken en edellieden hebben ook officiële rollen in het kroningsritueel.
De kroning gaat van oudsher gepaard met groot ceremonieel vertoon en veel pracht en praal, zowel in Westminster Abbey als daarbuiten. Tot en met de kroning van Elizabeth II in 1953 droegen veel deelnemers aan de plechtigheid ceremoniële uniformen, met hermelijnbont afgezette mantels, adelskronen en tiara's. Een stoet van rijtuigen, muziekkapellen en militairen in ceremonieel uniform te voet en te paard begeleidde de koninklijke staatsiekoets van Buckingham Palace naar Westminster Abbey en terug. 
In de 21e eeuw is de plechtigheid soberder en minder pronkvol geworden, hoewel veel van de traditionele elementen bewaard zijn gebleven. Ook is het deelnemen aan of bijwonen van de plechtigheid niet meer voorbehouden aan de adel en andere hoogwaardigheidsbekleders, en spelen vrouwen een actieve rol in de ceremonie. 
Vergelijkbare kroningsplechtigheden waren in het verleden ook gebruikelijk in andere monarchieën. Op het continent zijn ze inmiddels overal vervangen door inhuldigingsplechtigheden.

## Geschiedenis

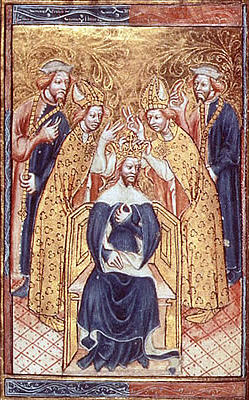
Afbeelding van de kroning van een koning in de Liber Regalis, het manuscript dat de Engelse kroningsceremonie beschrijft

De kroningsceremonie van de monarch van het Verenigd Koninkrijk is gebaseerd op de middeleeuwse kroningen van de koningen van Engeland en (in mindere mate) Schotland.

### Engeland
De belangrijkste elementen van de Engelse kroningsdienst en de eerste versie van de kroningseed zijn terug te vinden in een ceremonie die Sint Dunstan bedacht voor de kroning van koning Edgar van Engeland in 973. Deze  ceremonie was weer gebaseerd op de kroning van de koning van het Frankische rijk en de ceremonie voor het wijden van bisschoppen. De kroningsceremonie van Sint-Dunstan is in de loop van de daarop volgende eeuwen enkele keren aangepast. Zo was de kroning van koning Stefanus in 1135 sterk beïnvloed door de wijding van de Heilige Roomse Keizer. 
Voor de kroning van Eduard II in 1308 werd de plechtigheid weer aangepast, dit keer naar voorbeeld van de Franse kroning. De beschrijving van de kroning van Eduard II in het middeleeuwse manuscript Liber Regalis werd de blauwdruk voor alle latere kroningen. Ondanks alle aanpassingen zijn de verschillende stappen in de kroningsplechtigheid - en de volgorde daarvan -  steeds hetzelfde gebleven als de ceremonie van Sint Dunstan uit 973. 
Sinds 1066 hebben alle Engelse kroningen plaatsgevonden in Westminster Abbey. Ook alle vorsten van het latere koninkrijk Groot-Brittannië (1707 -1801) en het Verenigd Koninkrijk (1801 - heden) zijn in deze abdij gekroond. De kroning van de Engelse (en later Britse) vorst gebeurt sinds 1066 in Westminster Abbey. Charles III is de veertigste vorst die hier werd gekroond.

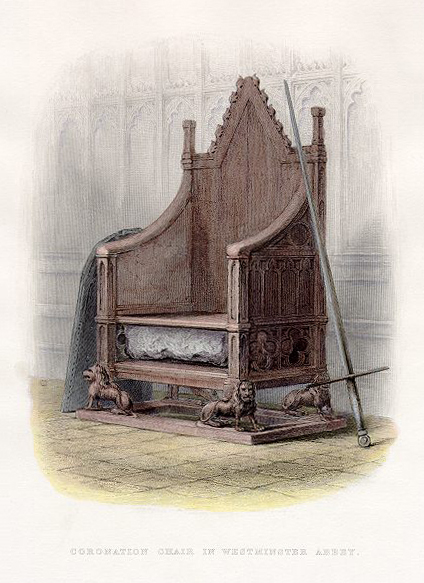
De coronation chair met de Stone of Scone

### Schotland
Schotse kroningen vonden traditioneel plaats in de abdij van Scone, met de koning gezeten op de Stone of Scone (ook bekend als de stone of destiny - de steen van het lot). De Schotse kroningsceremonie omvatte het opleggen van handen door een hoge geestelijke en het reciteren van de stamreeks van de koning. Een kroon werd waarschijnlijk voor het eerst gebruikt. bij de inhuldiging van Alexander II in 1214. In 1296 werd de Stone of Scone door Engelse troepen veroverd en naar Westminster Abbey gebracht. De steen werd later onderdeel van de Engelse kroningsstoel en is in ieder geval gebruikt bij de kroning van de Engelse koning Hendrik IV in 1399.

### Reformatie
Na de reformatie werd Eduard VI in 1547 als eerste Engelse vorst gekroond tijdens een protestantse ceremonie. Zijn opvolger Jane Grey trad af voor ze gekroond kon worden. Onder haar opvolger Maria I werd de katholieke eredienst hersteld, zodat Elizabeth I in 1559 weer in een katholieke dienst werd gekroond. In Schotland was dat Maria Stuart in 1543. 
De reformatie vereiste dat kerkdiensten in de volkstaal plaats moesten vinden (en niet in het Latijn) zodat ze door het volk begrepen kon worden. De kroningsdienst zoals beschreven in Liber Regalis werd voor het eerst in het Engels vertaald toen de Schotse koning Jacobus VI in 1603 de Engelse kroon erfde.

### Groot-Brittannië
Jacobus' opvolgers Karel I en Karel II werden nog twee keer gekroond: een keer in Engeland én een keer in Schotland. Dit was in 1685 bij Jacobus II (Jacobus VII van Schotland) al niet meer het geval. Met de Acts of Union van 1707 werd daadwerkelijk één nieuw koninkrijk Groot-Brittannië gevormd, met één kroon. Voor de kroning van George I in 1714 werd voor het eerst de hele Schotse adel officieel uitgenodigd om de plechtigheid in Westminster Abbey bij te wonen.

### Hervormingen in de 20e eeuw
In de lange regeerperiode van koningin Victoria (1837-1901) waren er belangrijke politieke en sociale veranderingen, en liturgische hervormingen binnen de Anglicaanse kerk. Ook kwamen er historische documenten aan het licht die inzicht gaven in de oorspronkelijke vorm en betekenis van de kroning. Voor de kroning van Victoria's opvolger Eduard VII in 1902 werd de plechtigheid dan ook grondig herzien. Het model dat toen is ontwikkeld was ook de basis voor de kroningen in 1911 (George V), 1937 (George VI) en 1953 (Elizabeth II). Bij de kroning van George V in 1911 verdwenen de anti-katholieke teksten uit de kroningseed. De koning weigerde om deze uit te spreken; hij vond ze te kwetsend voor zijn katholieke onderdanen. De onderdelen van de eed die gaan over het handhaven van de protestantse godsdienst hebben sinds de kroning van George VI in 1937 alleen betrekking op het Verenigd Koninkrijk.

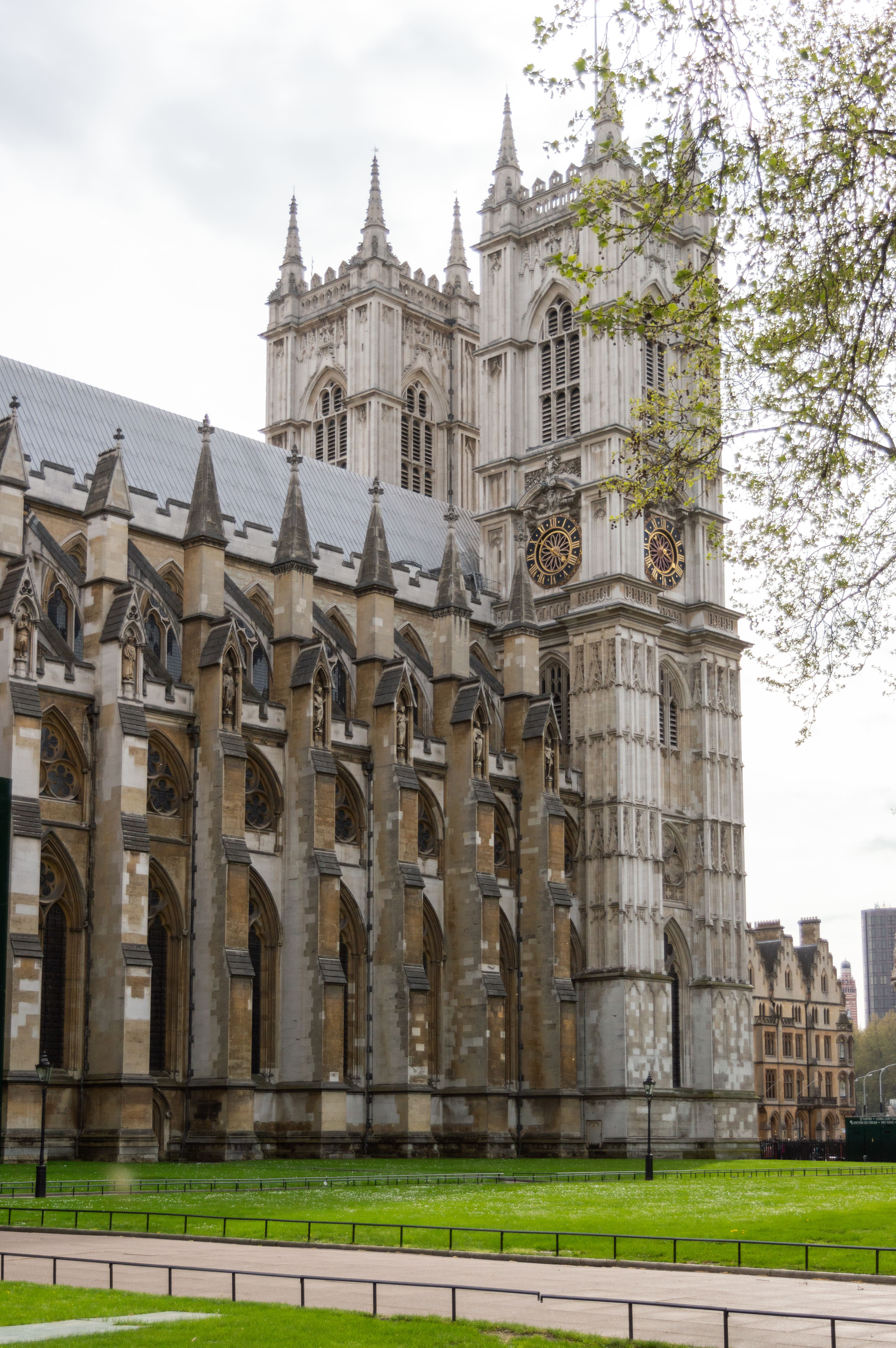
Westminster Abbey in Londen. Sinds 1066 worden Engelse (en later Britse) koningen hier gekroond

### Britse Rijk en het Gemenebest
Tijdens de kroning van Eduard VII werd ook voor het eerst aandacht besteed aan de verschillende overzeese gebiedsdelen van het Britse rijk. De plechtigheid werd bijgewoond door de premiers en gouverneurs-generaal van de Britse dominions, toen al bijna volledig autonoom, en ook door vele heersers van Indiase vorstenlanden en Britse protectoraten. De grote praal van de plechtigheid was bedoeld om de kracht en diversiteit van het Britse rijk te benadrukken. In 1911 werden bij de kroning van George V ook de vaandels van de dominions en India meegedragen in de processie, samen met de vaandels van Engeland, Schotland, Wales en Ierland. Sinds 1937 wordt de vorst van het Verenigd Koninkrijk ook gekroond tot soeverein van een aantal andere onafhankelijke naties; de kroningseed van George VI was gewijzigd zodat expliciet werd vermeld dat hij ook van deze landen, die bij naam werden genoemd, staatshoofd was. Sinds de tweede helft van de twintigste eeuw zijn de meeste daarvan verenigd in het Gemenebest.

### Modernisering in de 21e eeuw
De kroning van Charles III in 2023 was de eerste in zeventig jaar. Naar verluidt was het hof onder de codenaam Operation Golden Orb al een paar jaar voor het overlijden van koningin Elizabeth II in stilte begonnen met het maken van plannen voor de kroning van haar opvolger. Sinds de kroning van Elizabeth II was er binnen het Verenigd Koninkrijk veel veranderd. Men ging er vanuit dat die godsdienstige, sociale en staatkundige veranderingen gevolgen zouden hebben voor de kroning van Charles III, en wilde daarop voorbereid zijn:Het hof maakte eind 2022 bekend dat de kroning traditionele en vernieuwende elementen zou combineren. De kern van de ceremonie zou niet veranderen maar er zou bijvoorbeeld meer rekening worden gehouden met andere geloofsovertuigingen.
Van oudsher werden bijna alle ceremoniële rollen tijdens een kroning toebedeeld aan witte christelijke mannen van adellijke komaf. Bij de kroning van Charles III was de adel nog steeds vertegenwoordigd, maar er was veel meer diversiteit in geslacht, afkomst, en politieke en godsdienstige achtergrond. Een aanzienlijk deel van de personen die een rol vervulden tijdens de kroning was niet in de adel geboren, maar wegens hun verdiensten in de adelstand verheven of onderscheiden met de Order of Merit.
Het Verenigd Koninkrijk is de enige monarchie in Europa waar de vorst nog op de traditionele manier wordt gekroond. Vergelijkbare kroningsplechtigheden waren in het verleden ook gebruikelijk in andere monarchieën. In Europa zijn deze inmiddels overal vervangen door inhuldigingsplechtigheden.

## De kroning als schouwspel
Bij de kroning van de 10 jaar oude Richard II in 1377 werd voor het eerst een poging gedaan om steun voor een nieuwe vorst te genereren door van de kroning ook een schouwspel voor gewone mensen te maken. De koning reed te paard in een grote processie door de versierde stadsstraten naar Westminster. Er speelden orkesten langs de route, er stroomde rode en witte wijn uit de fonteinen, en in de wijk Cheapside was een imitatiekasteel gebouwd dat waarschijnlijk het Nieuwe Jeruzalem voorstelde.
Soortgelijke en uitgebreidere optochten bleven de gewoonte tot en met de kroning van Karel II in 1661. Zijn opvolger Jacobus II schafte de traditie om financiële redenen af. Daarna was er bij kroningen slechts een korte stoet te voet van Westminster Hall naar de abdij. Bij de kroning van George IV in 1821 was er voor het eerst een staatsieprocessie van St. James's Palace naar de abdij; de pracht en praal van deze stoet is een belangrijk element van de moderne plechtigheid geworden.
'Re-enactments' van de ceremonie werden opgevoerd in theaters in Londen en in de provincie; in 1761 was zo'n voorstelling met het koor van Westminster Abbey na de echte kroning nog drie maanden in het Royal Opera House in Covent Garden te zien. Vanaf de 18e eeuw werden er boeken in folioformaat uitgegeven met gravures van de gebeurtenissen in de abdij. Dit gebeurde voor het laatst in 1902 met afbeeldingen van de kroning van Eduard VII. Bij deze kroning maakte sir Benjamin Stone als eerste foto's van de stoet op weg naar de abdij. Een verzoek om de ceremonie op grammofoonplaat te mogen opnemen werd afgewezen.
Negen jaar later, bij de kroning van George V, mocht Stone ook in de abdij enkele onderdelen van de plechtigheid fotograferen. De kroning van George VI in 1937 werd op de radio uitgezonden door de BBC, en delen van de dienst werden gefilmd en later vertoond in bioscopen. De tocht van de stoet van Buckingham Palace naar de Abdij en terug werd live uitgezonden op de nieuwe BBC Television Service; het was de eerste grote buiten-uitzending.  
Sinds de kroning van Elizabeth II in 1953 werd het grootste deel van de plechtigheid in de abdij rechtstreeks op tv uitgezonden; alleen de zalving en de communie komen niet in beeld omdat ze als gewijde momenten worden gezien. Bij de kroning van George VI waren deze ook al niet gefilmd.

Deel van de kroningsstoet van koningin Victoria
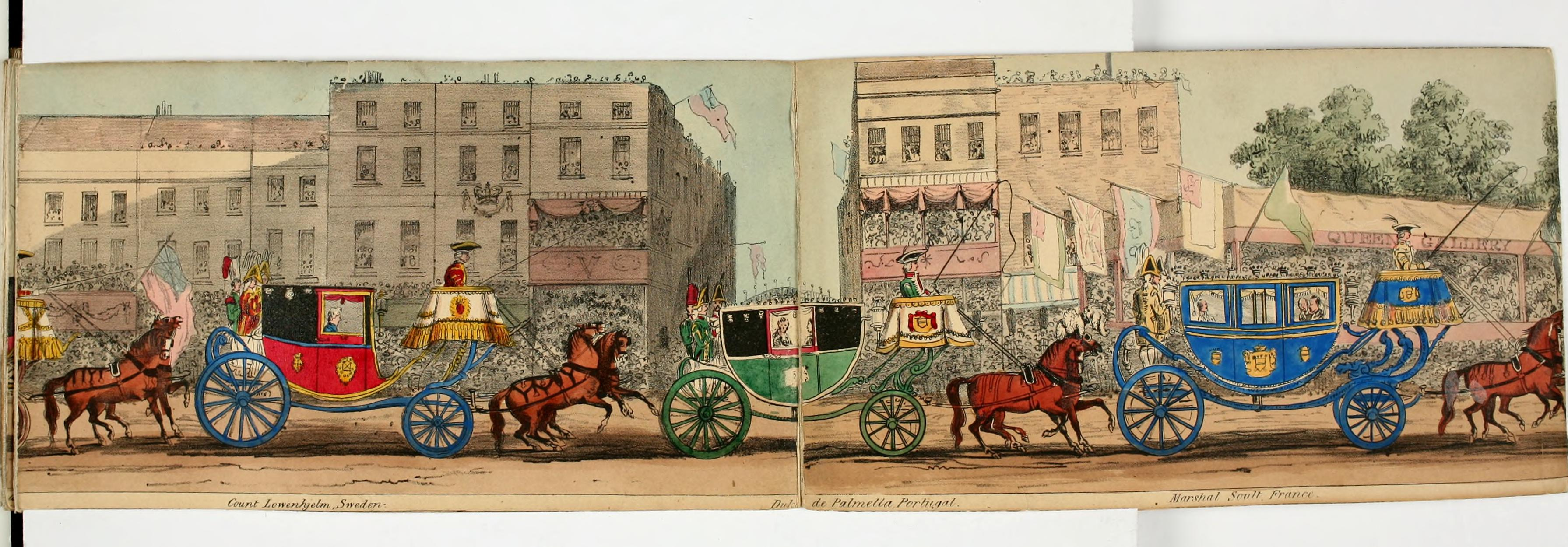
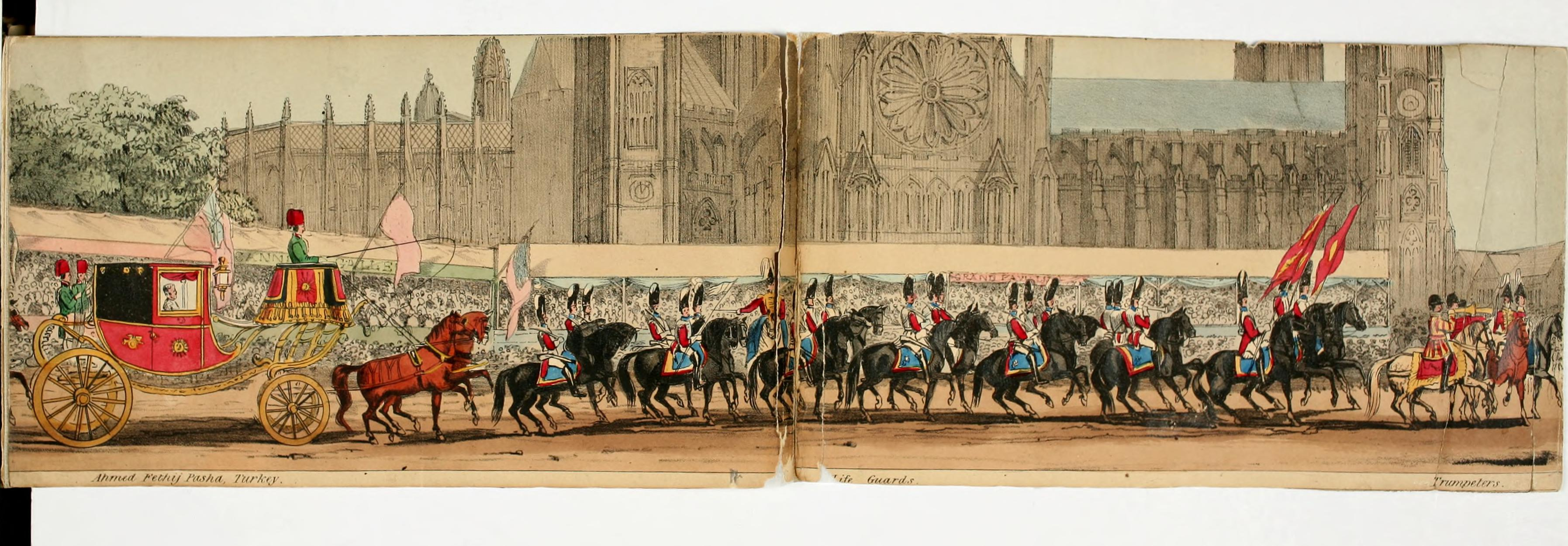

## Aanwezigen

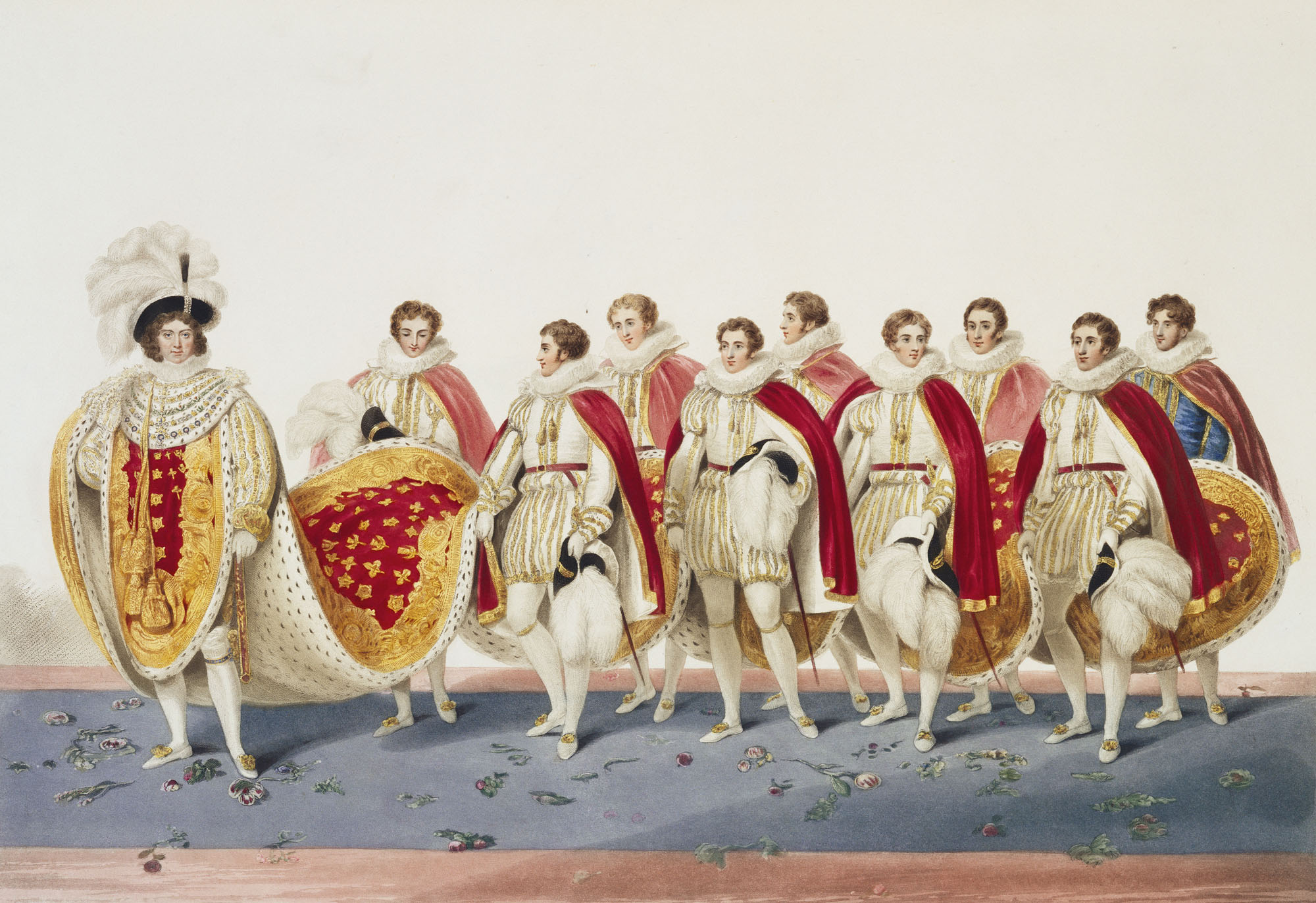
Gravure van de kroning van George IV

De kroning wordt bijgewoond door hoge geestelijken, leden van de koninklijke familie, de Britse adel, hooggeplaatste leden van de koninklijke hofhouding, leden van het Britse kabinet, leden van het Lagerhuis, regeringsleiders van de landen van het Gemenebest en van Britse overzeese gebieden, vertegenwoordigers van buitenlandse vorstenhuizen, diplomaten en andere hoogwaardigheidsbekleders uit binnen- en buitenland. Bij de kroning van Elizabeth II waren er 8000 personen aanwezig in Westminster Abbey.

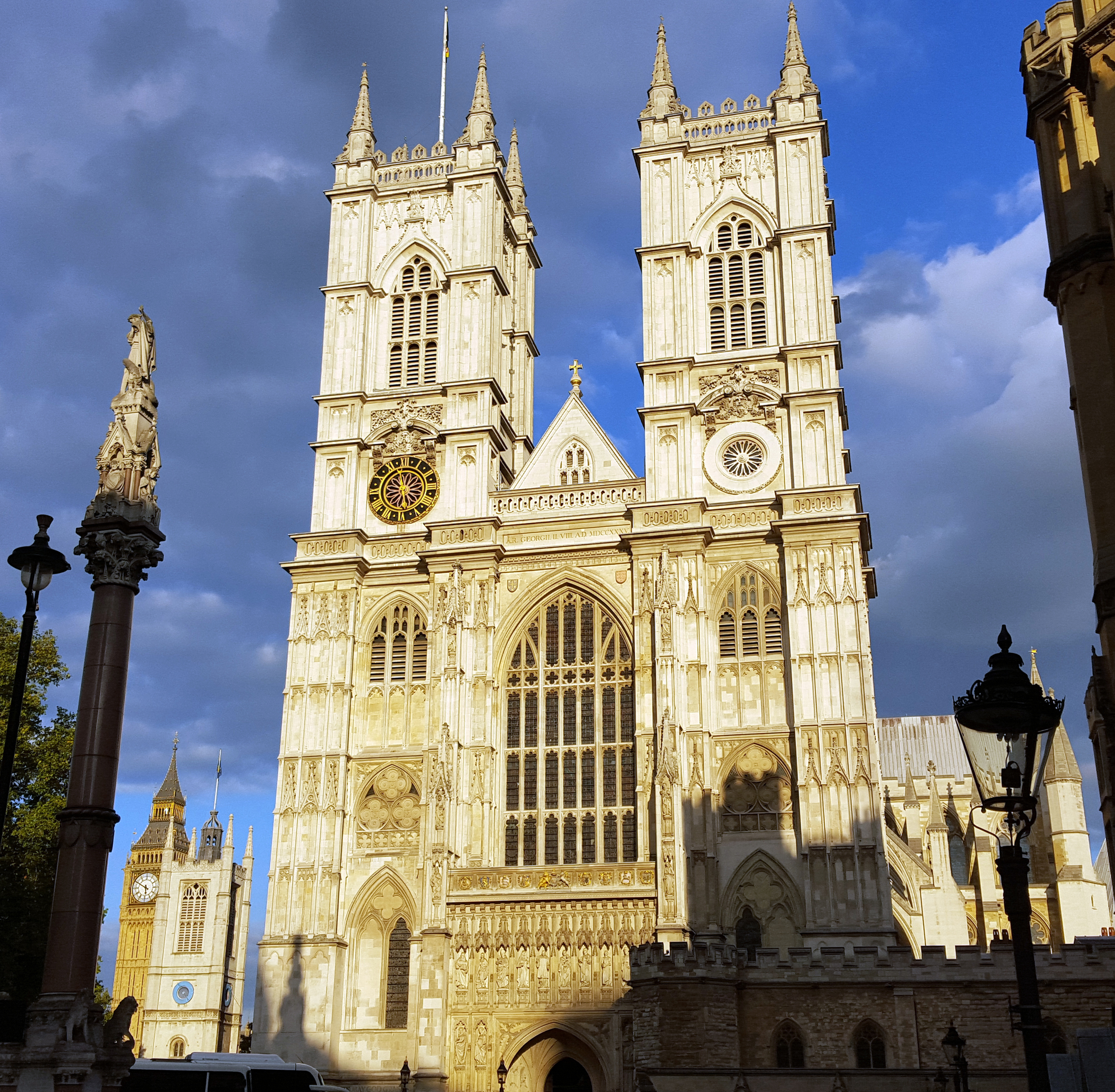
Westminster Abbey

De gastenlijst van de kroning van Charles III en Camilla week hiervan op een aantal punten af. Ten eerste waren er slechts 2200 gasten uitgenodigd. Onder de genodigden in Westminster Abbey waren 450 burgers die vanwege hun praktische maatschappelijke inzet, vooral tijdens de Coronapandemie, waren onderscheiden met de Medaille van het Britse Rijk. Bij eerdere Britse kroningen waren geen gekroonde vorsten aanwezig. Bij de kroning van Charles III en Camilla waren er wel vorsten onder de gasten en werden ook regeringsleiders van buiten het Verenigd Koninkrijk of het Gemenebest uitgenodigd.
De traditie schrijft voor dat de dragers van bepaalde (ceremoniële) ambten en titels tijdens de plechtigheid eervolle taken vervullen of bepaalde privileges hebben. Sommige van deze historische ambten zijn in normale omstandigheden vacant, maar worden weer in het leven geroepen voor kroningsceremonies. Voorbeelden hiervan zijn de posten van Lord High Steward en Lord High Constable (twee van de Great Officers of State)  en de Baronnen van de Cinque Ports (in het verleden de leden van het Lagerhuis voor de vijf kuststeden Hastings, New Romney, Hythe, Dover en Sandwich). De leerlingen van Westminster School hadden traditioneel het recht om als eerste gewone burgers de nieuwe vorst toe te juichen.
Over dergelijke rechten werd traditioneel beschikt door een speciaal Court of Claims, waarvan de Lord High Steward de voorzitter was. In januari 2023 werd er in het Cabinet Office (te vergelijken met het Nederlandse ministerie van Algemene Zaken of de Belgische Kanselarij van de Eerste Minister) een Coronation Claims Office ingesteld. Personen of organisaties die meenden dat zij het historische recht hebben om tijdens de kroning een bepaalde ceremoniële taak te vervullen, konden hun verzoekschrift daar indienen. Dertien verzoeken werden in 2023 gehonoreerd, allemaal van ambtsdragers of organisaties die ook al in het verleden een rol hebben gespeeld bij de kroning.

## Verloop van de kroningsplechtigheid

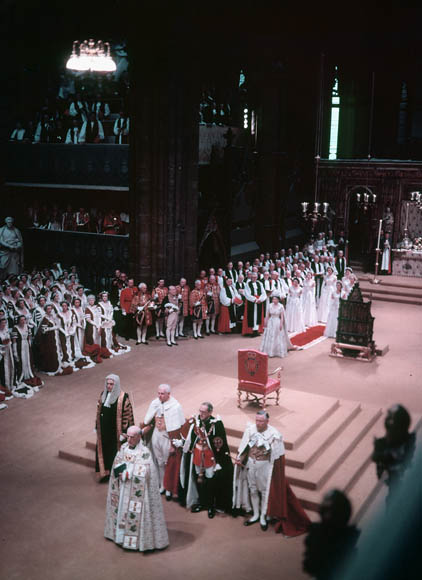
Kroning van Elizabeth II in 1953

De kroning is een formele erkenning van de vorst als staatshoofd van het Verenigd Koninkrijk en een aantal landen van het Britse Gemenebest. De feitelijke staatsrechtelijke troonopvolging gebeurt direct na het overlijden of aftreden van de vorige vorst. Sinds de 19e eeuw vindt de kroning meestal ongeveer een jaar na de dood van de vorige vorst plaats; de plechtigheid wordt gezien als een vreugdevolle gebeurtenis die ongepast is als er nog wordt gerouwd. Deze periode is ook nodig om de noodzakelijke voorbereidingen te kunnen treffen.

### Processie en binnenkomst van de vorst
De plechtigheid begint met de binnenkomst in processie van de geestelijkheid en andere hoogwaardigheidsbekleders terwijl het koor de litanie van de heiligen zingt. Als de vorst daarna via de westelijke ingang Westminster Abbey betreedt wordt Psalm 122 Ik ben verblijd (I was glad) gezongen. De vorst gaat naar het zogenaamde kroningstheater in het midden van de kerk, de plek waar het hele kroningsritueel zal plaatsvinden. Na een kort gebed neemt hij plaats in een staatsiezetel.

### Erkenning en eed
De koning wordt aan 'het volk' (de aanwezigen in de Abdij) gepresenteerd. Zij worden opgeroepen hem als hun vorst te erkennen. Dit gebeurt vier keer: aan de oost-, zuid-, west- en noordkant van het kroningstheater. Tot de kroning van Charles III in 2023 gebeurde dit door de Eerstaangewezen wapenkoning van de Kousenband (Garter Principal King of Arms), de aartsbisschop van Canterbury, de Lord Chancellor, de Lord Great Chamberlain, de Lord High Constable en de Earl Marshal. De aartsbisschop riep in elke richting op tot erkenning van de vorst waarop 'het volk' (de aanwezigen in de Abdij) steeds de vorst als soeverein aanvaardt door “God behoede koning/koningin X” te roepen. 
Bij de kroning van Charles III werd er voor gekozen om de aartsbisschop te laten begeleiden door drie personen die op basis van hun persoonlijke verdiensten de hoogste Britse onderscheidingen hadden ontvangen,  i.p.v. de houders van historische ambten.
Vervolgens neemt  de aartsbisschop de vorst de eed af. De Engelse Wet op de kroningseed van 1688 vereist onder meer dat de soeverein  "belooft en zweert het volk van het koninkrijk en de domeinen daarbij behorende te besturen volgens de statuten in het parlement overeengekomen, en hun wetten en gewoontes ". Ook zweert de vorst om in het Verenigd Koninkrijk de Anglicaanse godsdienst te handhaven. Bij de kroning van Charles III verklaarde de aartsbisschop voor de eedafleggng dat de Anglicaanse kerk ernaar streeft om een omgeving te scheppen waarin mensen van alle geloven vrij kunnen samenleven. Hij vroeg de koning dit te bevestigen. (Vóór de kroning heeft de vorst al een afzonderlijke eed afgelegd om het presbyteriaanse kerkbestuur in de Kerk van Schotland te handhaven). 
Als de eed is afgelegd, biedt een geestelijke de vorst een bijbel aan. Vervolgens begint de avondmaalviering, maar deze wordt onderbroken na de geloofsbelijdenis van Nicea.

### Zalving

Hommage door de adel tijdens de kroning van George VI in 1937

Als de avondmaalviering is onderbroken, wordt het gezang Veni, Creator Spiritus (Come Holy Ghost) gezongen, als opmaat voor de zalving. De aartsbisschop zegt een gebed gebaseerd op het oude gebed Deus electorum fortitudo dat ook werd gebruikt bij de zalving van Franse koningen. Na dit gebed zingt het koor het kroningslied Zadok the Priest van Georg Friedrich Händel. Ondertussen wordt de vorst gehuld in het zalvingsgewaad en gaat naar de kroningsstoel. In de voet van deze middeleeuwse stoel bevindt zich een holte met daarin de Stone of Scone, de Schotse kroningssteen.
De zalving wordt als sacraal beschouwd en gebeurt buiten het zicht van het publiek en de camera’s. Als de vorst plaats heeft genomen in de kroningsstoel wordt een baldakijn van gouden stof over zijn hoofd gehouden voor de zalving, of wordt hij door een scherm aan het zicht onttrokken. Bij historische kroningen waren de baldakijndragers de Baronnen van de Cinque Ports of vier Ridders van de Kousenband.
De Deken van Westminster giet gewijde olie uit een adelaarsvormige ampul (flacon) in een filigrain lepel; met de olie maakt de aartsbisschop van Canterbury een kruisvorm op handen, hoofd en hart van de vorst terwijl hij een wijdingsformule uitspreekt die verwijst naar de zalving van koning Salomo door de profeet Natan en de priester Sadok. De aartsbisschop beëindigt vervolgens de zalvingsplechtigheid met een gebed dat een aangepaste Engelse vertaling is van het oude Latijnse gebed Deus, Dei Filius, dat traditioneel werd uitgesproken bij de kroning van christelijke vorsten. Na dit gebed dragen de Ridders van de Kousenband de baldakijn weg.

### Kroningsgewaden en regalia
De vorst wordt dan gekleed in de kroningsgewaden en krijgt de regalia aangeboden: de sporen, het zwaard van state, de rijksappel (orb) en vervolgens een ring die zijn of haar 'huwelijk' met de natie symboliseert. Ten slotte  worden de vorstelijke scepter met duif en de vorstelijke scepter met kruis aan hem of haar aangereikt. De kroningsgewaden en regalia worden aangereikt door bisschoppen, leden van Hogerhuis of belangrijke functionarissen in de hofhouding, zoals de Lord Great Chamberlain en de Master of de Mistress of the Robes. 

### Kroning
De Deken van Westminster neemt de kroon van Sint-Eduard van het hoofdaltaar en gaat met de aartsbisschop en andere hooggeplaatste bisschoppen naar de kroningsstoel waar de kroon door de aartsbisschop op het hoofd van de vorst wordt geplaatst. Op dit moment is de koning of koningin gekroond en roepen de gasten in de abdij drie keer "God behoede de koning / koningin". Traditioneel zetten de mannelijke edellieden en officieren van wapenen op dat moment hun adelskronen op (als er een koningin was gekroond deden de vrouwelijke edellieden dat ook), de trompettisten blazen een fanfare en in het hele koninkrijk luiden de kerkklokken, terwijl kanonnen saluutschoten afvuren bij de Tower of London en in Hyde Park.

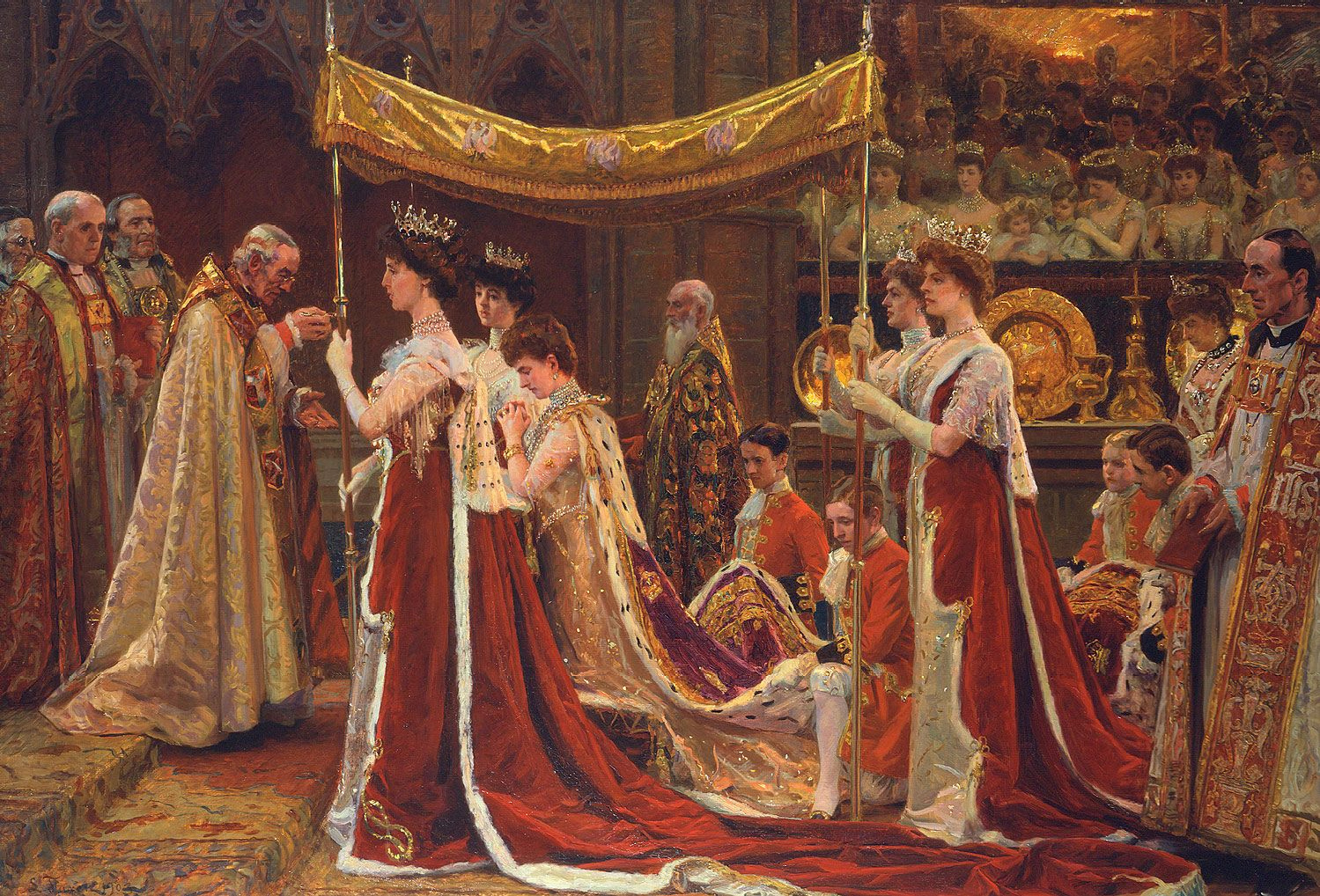
De zalving van koningin Alexandra als koningin-gemalin tijdens de kroning van Eduard VII. Het baldakijn wordt gedragen door vier hertoginnen. Schilderij van Laurits Tuxen.(1902)

Ten slotte zegt de aartsbisschop, die voor de vorst staat, de kroningsformule, die een vertaling is van het oude Latijnse gebed Coronet te Deus: 'Dat God u krone met een kroon van heerlijkheid en rechtvaardigheid'. Na dit gebed zingt het koor een Engelse vertaling van de traditionele Latijnse antifoon Confortare. Deze antifoon wordt gevolgd door een zegen.

### Intronisatie en hommage
Als de zegen is afgerond, staat de soeverein op uit de kroningszetel en wordt naar de troon geleid. Na de troonsbestijging vindt de hommage plaats: de aartsbisschoppen en bisschoppen zweren als eerste hun trouw aan de vorst als het hoofd van de Anglicaanse kerk. Zij doen dit gezamenlijk, geleid door de aartsbisschop van Canterbury. 
Vervolgens is er een hommage door de koninklijke familie. Traditioneel betuigden de verschillende leden van de koninklijke familie individueel hommage. Bij de kroning van Charles III zwoer alleen de Prins van Wales trouw uit naam van de koninklijke familie (homage of royal blood).
In 2023 werd ook de hommage door de adel geschrapt. De edellieden werden bij het afleggen van de eed van trouw van oudsher per rang voorgegaan door de belangrijkste onder hen: de hertogen door de hertog die het hoogste in rang was, de markiezen door de hoogste markies, enzovoort. Dit werd vervangen door de homage of the people: de aartsbisschop nodigt iedereen in de Abdij, of elders in het Verenigd Koninkrijk of het Gemenebest, uit om hun trouw aan de koning en zijn erfgenamen uit te spreken als ze dat willen.
De eerder onderbroken avondmaalviering wordt hervat en voltooid.

### Afsluitende processie
De soeverein verlaat vervolgens het kroningstheater en gaat naar de St Edward's Kapel van de abdij, voorafgegaan door de dragers van de ceremoniële zwaarden: het Zwaard van State (Sword of State), het Zwaard van Spirituele Rechtvaardigheid (Sword of Spiritual Justice), het  Zwaard van Wereldlijke Rechtvaardigheid (Sword of Temporal Justice) en het botte Zwaard van Genade (Sword of Mercy).  Terwijl de vorst in de kapel is, zingt het koor een Engelse vertaling van de lofzang Te Deum laudamus. 
De kroon van Sint-Eduard en de andere regalia worden op het altaar van de kapel gelegd. De vorst hult zich in de keizerlijke mantel van paars fluweel en verlaat de abdij terwijl de aanwezigen het volkslied zingen. Hij draagt dan de Keizerlijke Staatskroon en heeft de scepter met het kruis en de rijksappel in zijn handen.

## Kroningsgewaden

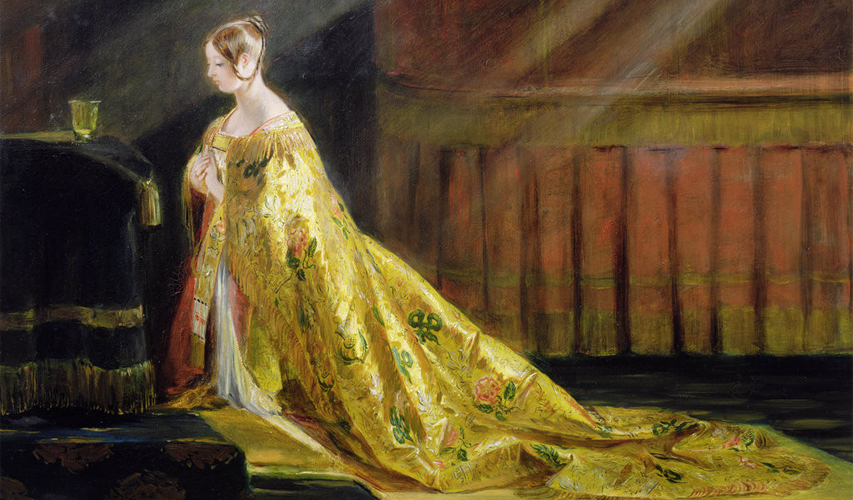
Koningin Victoria in haar kroningsgewaden: de robe royal (de goudkleurige mantel) en stole royal (de sjaal). Schilderij van Charles Robert Leslie. (1838)

De vorst draagt volgens de traditie tijdens de ceremonie een aantal verschillende gewaden en koningsmantels.   

### Bij het betreden van de abdij en het begin van de plechtigheid
Karmozijnrode surcote (crimson surcote)Een surcote is oorspronkelijk een los overkleed of tuniek die in de middeleeuwen zowel door mannen als vrouwen over hun kleding werd gedragen. Dit is de kleding die de vorst tijdens de ceremonie draagt onder alle andere gewaden. In 1953 droeg Elizabeth II een speciaal ontworpen jurk in plaats van een surcote. Haar vader George VI droeg tijdens zijn kroning wel een surcote.
Staatsiemantel van karmozijnrood fluweelDeze mantel draagt de vorst bij zijn binnenkomst in de abdij (en later bij de officiële openingen van het parlement). De staatsiemantel bestaat uit een pelerine van hermelijnbont en een lange karmozijnrode fluwelen sleep, die ook bekleed is met hermelijn en versierd met gouden kant.

### Tijdens de zalving
ZalvingsgewaadEen eenvoudig en sober kledingstuk dat tijdens de zalving wordt gedragen. Het is effen wit, niet gedecoreerd en sluit aan de achterkant.

### Tijdens de kroning

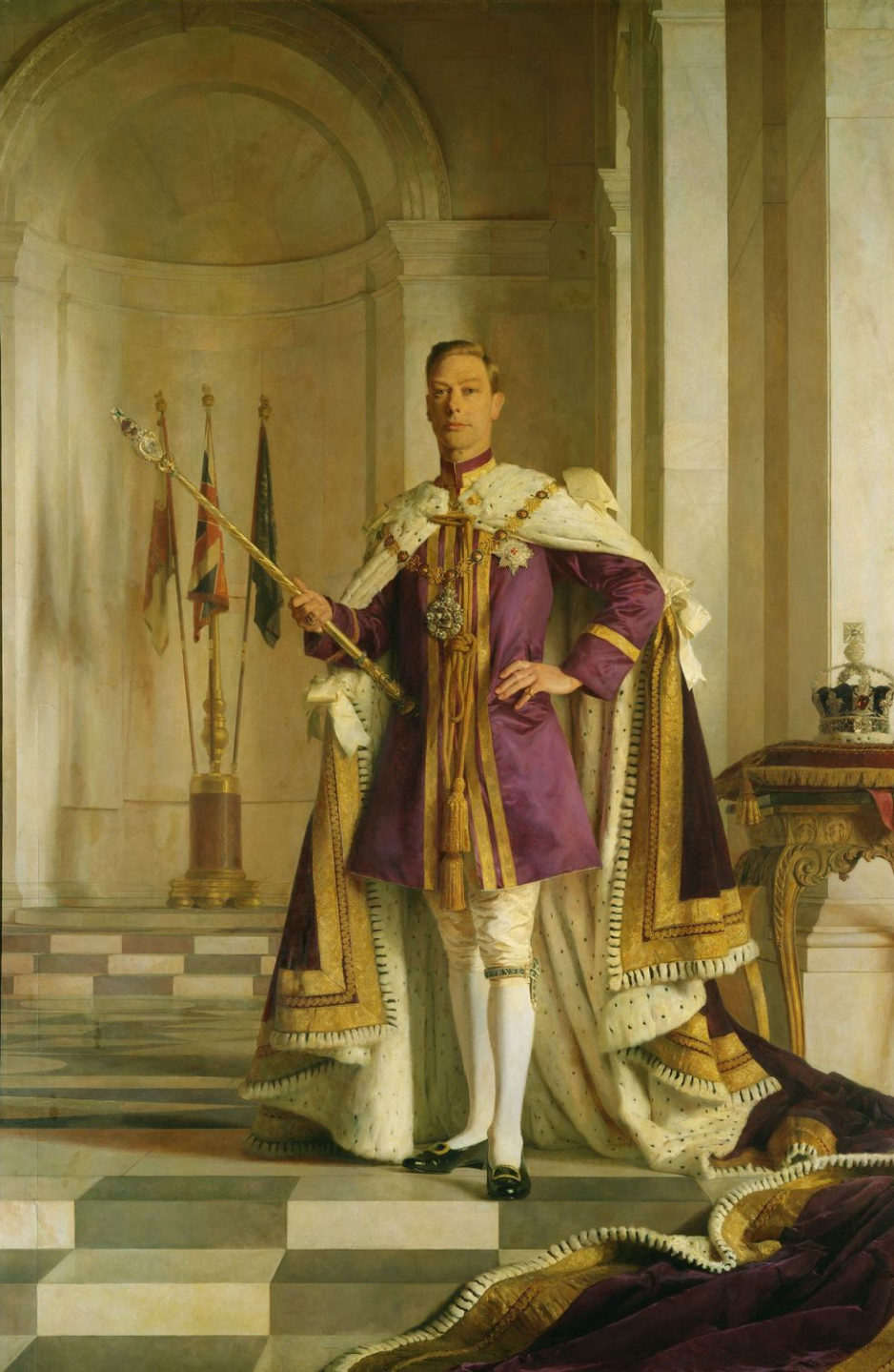
George VI in purperen surcote en keizerlijke mantel. Schilderij van Gerald Kelly. (ca.1938)

Colobium sindonis (lijkwade-tuniek)Het eerste gewaad waarin de soeverein tijdens het kroningsritueel wordt gehuld. Het is een wijd wit onderkleed van fijn linnen met een kanten rand. Het is open aan de zijkanten, mouwloos en heeft een lage hals. Het symboliseert dat de autoriteit van de vorst zijn bron heeft in het volk.
SupertunicaHet tweede gewaad waarin de vorst wordt gehuld. Het is een lange jas van gouden zijde die reikt tot aan de enkels en wijde mouwen heeft. Het is gevoerd met roze zijde waarin de nationale symbolen zijn geweven, afgezet met gouden kant, en vastgemaakt met een zwaardriem. Het is afgeleid van het gala-uniform van een consul van het Byzantijnse rijk.
Robe royal of pallium regaleHet belangrijkste gewaad dat tijdens de ceremonie wordt gedragen. Het is een vierkante  goudkleurige mantel, gevoerd met rode zijde en versierd met zilveren kroontjes, de nationale symbolen en zilveren adelaars in de vier hoeken. Hoewel het een pallium wordt genoemd, is het in dit geval geen liturgisch gewaad
Stole royal of armillaEen  sjaal van gouden zijde die bij de Robe Royal hoort, rijk versierd met borduurwerk in goud- en zilverdraad, bezet met juwelen. De stole is gevoerd met roze zijde en heeft gouden franjes.

### Bij het verlaten van de abdij
Purperen surcoteDe tegenhanger van de karmozijnrode surcote, gedragen tijdens het laatste deel van de ceremonie.
Keizerlijke mantel van paars fluweelDeze wordt gedragen bij het verlaten van de abdij. De mantel heeft een pelerine van hermelijnbont en een sleep van paars zijdefluweel, afgezet met hermelijn en gevoerd met zijdesatijn. Het purper verwijst naar de keizerlijke gewaden van de Romeinse keizers.
Veel kroningsgewaden werden voor elke vorst nieuw gemaakt. De uitzonderingen waren de supertunica en robe royal; beide zijn gemaakt voor de kroning van George IV in 1821. In het kader van duurzaamheid werd er bij de kroning van Charles III en Camilla voor gekozen om zo veel mogelijk gebruik te maken van materiaal  uit eerdere kroningen.

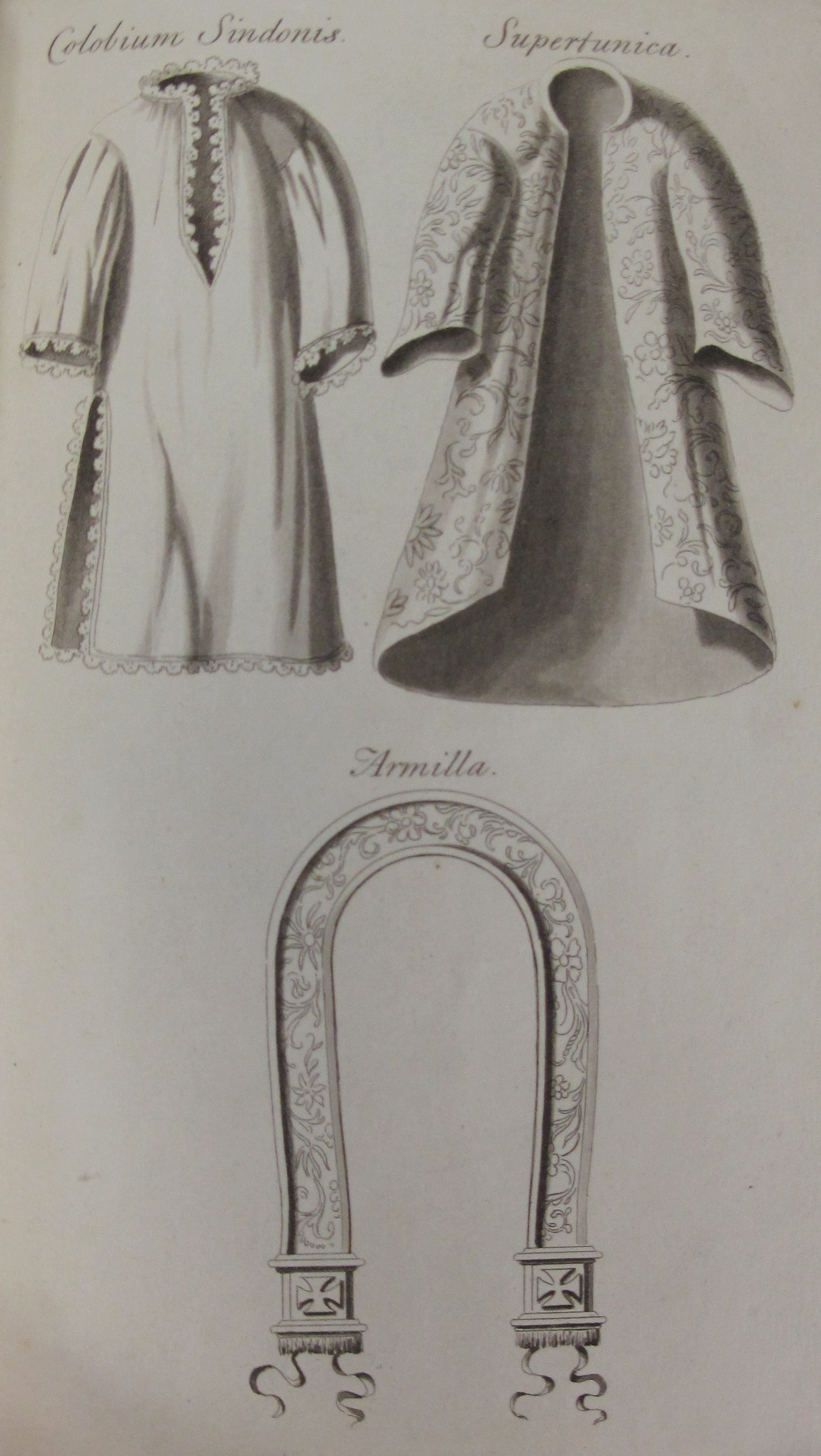
Colobium sindonis, supertunica en stole royal (armilla)
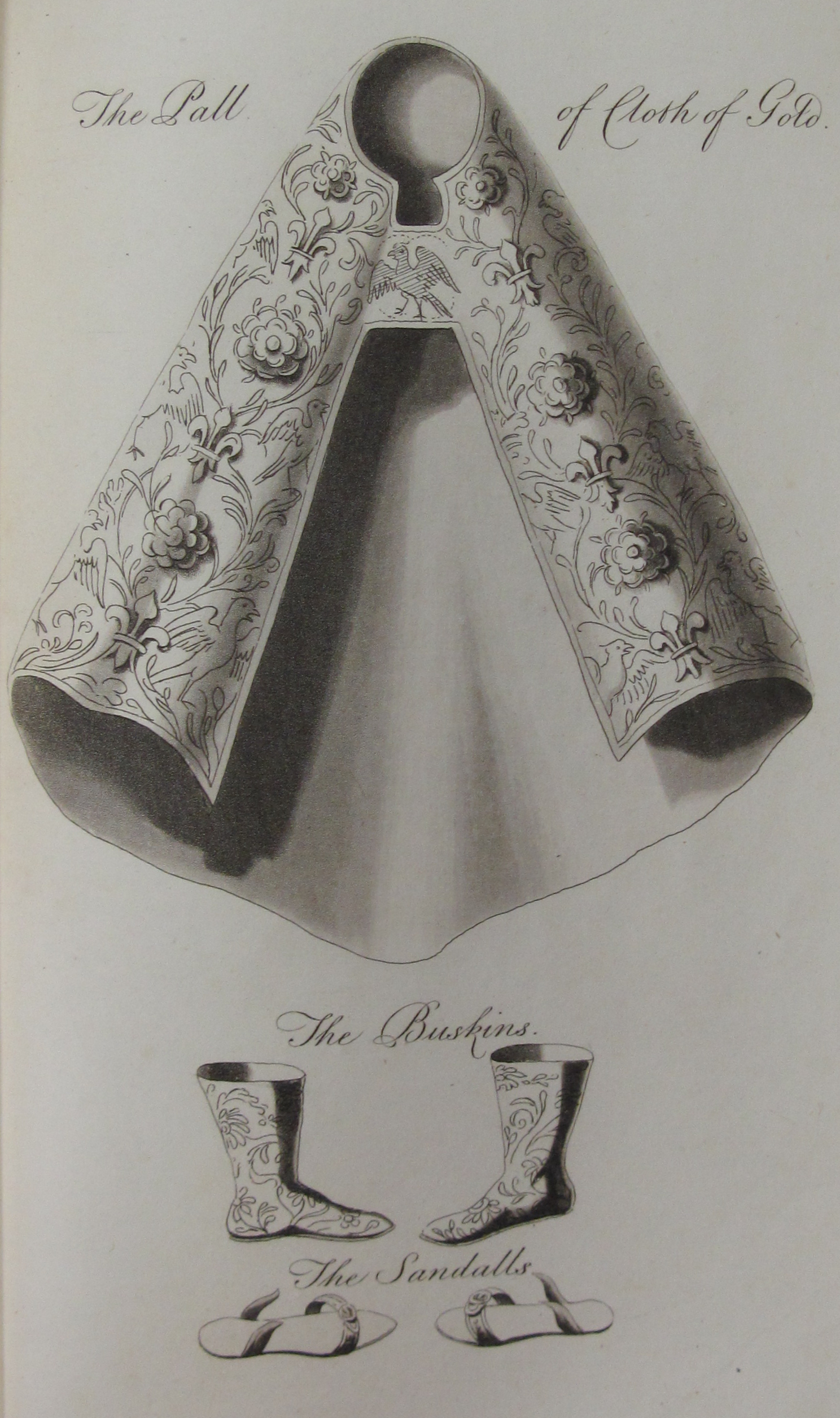
Robe royal (pallium regale)

## Regalia

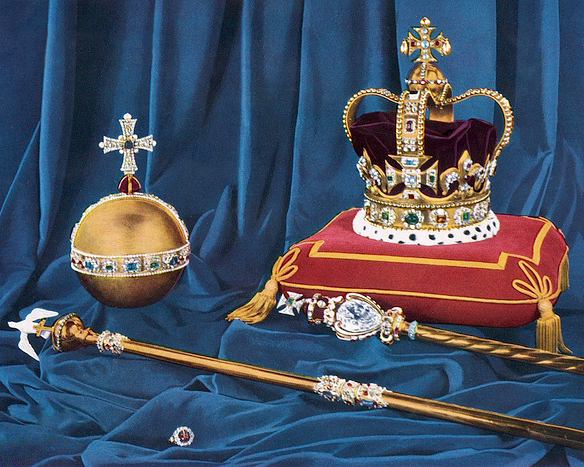
Een aantal van de regalia die bij de kroning worden gebruikt

De regalia spelen een belangrijke rol bij het Britse kroningsritueel. Tot de regalia horen: een aantal objecten die de koninklijke macht symboliseren (kroon, rijksappel, scepter en rijkszwaarden), sieraden met een symbolische betekenis (kroningsring, armbanden en sporen) en voorwerpen die gebruikt worden bij de zalving (ampul en lepel). 
In de beschrijving van de kroning van koning Edgar worden de kroon, ring, scepter en rijkszwaard al genoemd. De oorspronkelijke middeleeuwse Engelse kroonjuwelen zijn in de 17e eeuw tijdens de opheffing van de monarchie onder Oliver Cromwell bijna allemaal ontmanteld en gesmolten.
De regalia worden tijdens de kroningsplechtigheid voor de aankomst van de vorst in processie de abdij ingedragen en op het altaar geplaatst.
Bij de zalving wordt gewijde olie uit een adelaarsvormige ampul (flacon) in een filigrain lepel gegoten. Deze kroningslepel is het enige onderdeel van de middeleeuwse kroonjuwelen dat in de 17e eeuw niet verloren is gegaan.
Na de zalving worden de regalia aangeboden. De vorst is dan gekleed in de colobium sindonis, waarover de supertunica wordt geplaatst.
De sporen staan voor ridderlijkheid, het staatszwaard voor het feit dat de vorst de macht van de staat kan gebruiken tegen vijanden en om de orde te handhaven. De soeverein wordt vervolgens verder gekleed: hij of zij ontvangt armbanden (symbool voor wijsheid), en de robe royal en stole royal worden over de supertunica geplaatst. Vervolgens worden verschillende kroonjuwelen aan de vorst overhandigd: de rijksappel (orb), een holle gouden bol versierd met edelstenen en bekroond met een kruis dat de heerschappij van Jezus over de wereld vertegenwoordigt. Vervolgens krijgt de soeverein een ring die zijn of haar 'huwelijk' met de natie symboliseert.  De scepter met duif, zo genoemd omdat hij is bekroond met een duif die de Heilige Geest voorstelt, en de scepter met kruis, waarin de Cullinan I diamant is verwerkt, worden aan de soeverein aangereikt.
Uiteindelijk wordt de Sint-Eduardskroon op het hoofd van de vorst geplaatst, die daarmee gekroond is. Een enkele keer is de Keizerlijke Staatskroon gebruikt bij de kroning omdat deze minder zwaar is. Dit was het geval bij de kroningen van de 18-jarige koningin Victoria en van Eduard VII, die kort voor de kroning ernstig ziek was geweest.
Na de kroning gaat de vorst naar de St Edward's kapel van de abdij, voorafgegaan door de dragers van het zwaard van state (Sword of State), het zwaard van geestelijke gerechtigheid (sword of spiritual justice), het zwaard van wereldlijke gerechtigheid (sword of temporal justice) en het botte zwaard van genade (sword of mercy).
De kroon van Sint-Eduard en alle andere regalia worden op het hoofdaltaar van de kapel gelegd; de vorst legt de robe royal en de stole royal af, vervangt de karmozijnrode surcote door de purperen surcote en hult zich in de keizerlijke mantel van paars fluweel. Hij of zij draagt dan de Keizerlijke Staatskroon (Imperial State Crown) en verlaat de kapel met de scepter met het kruis en de rijksappel in zijn handen.

Regalia
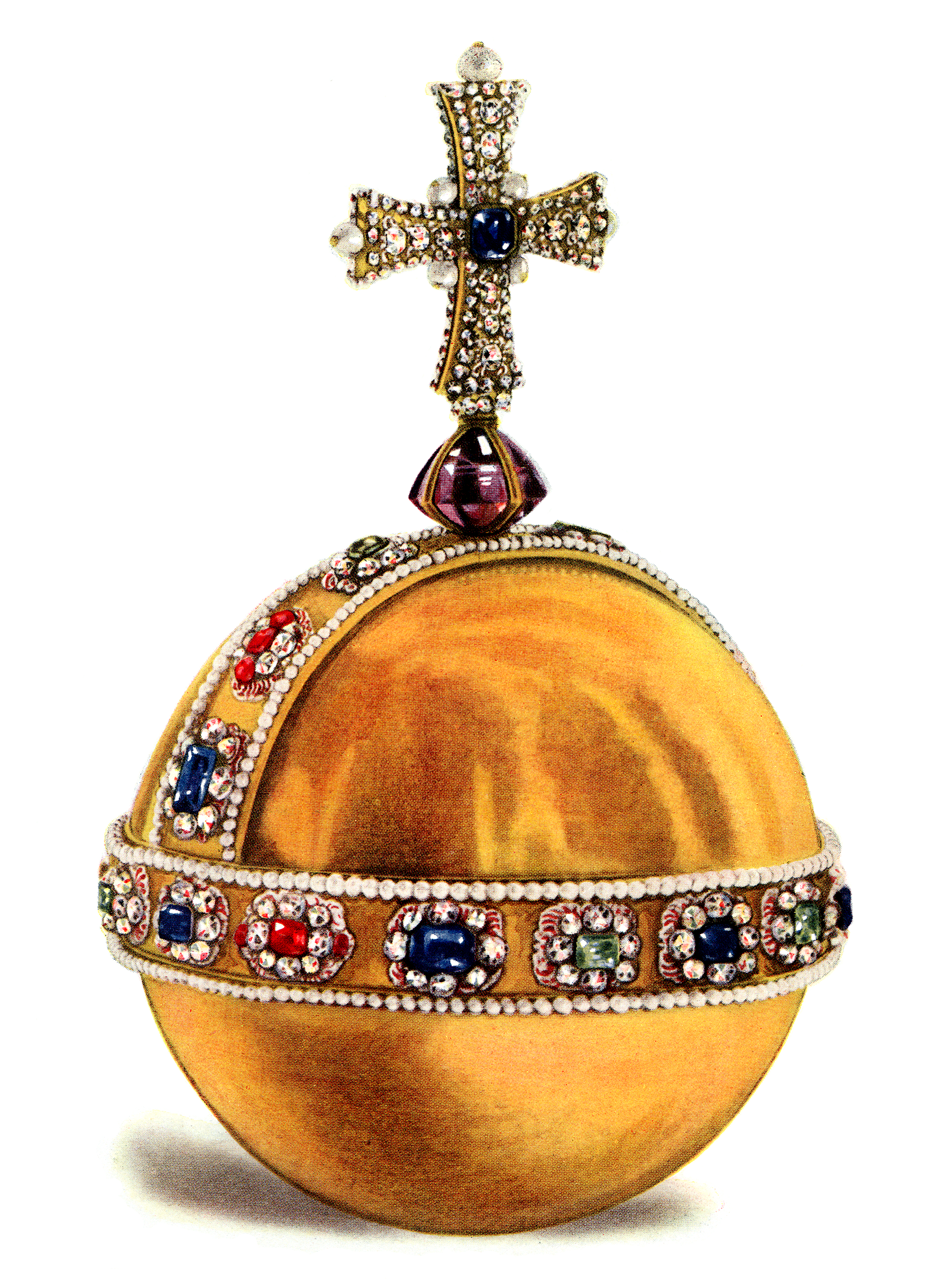
Rijksappel (orb)
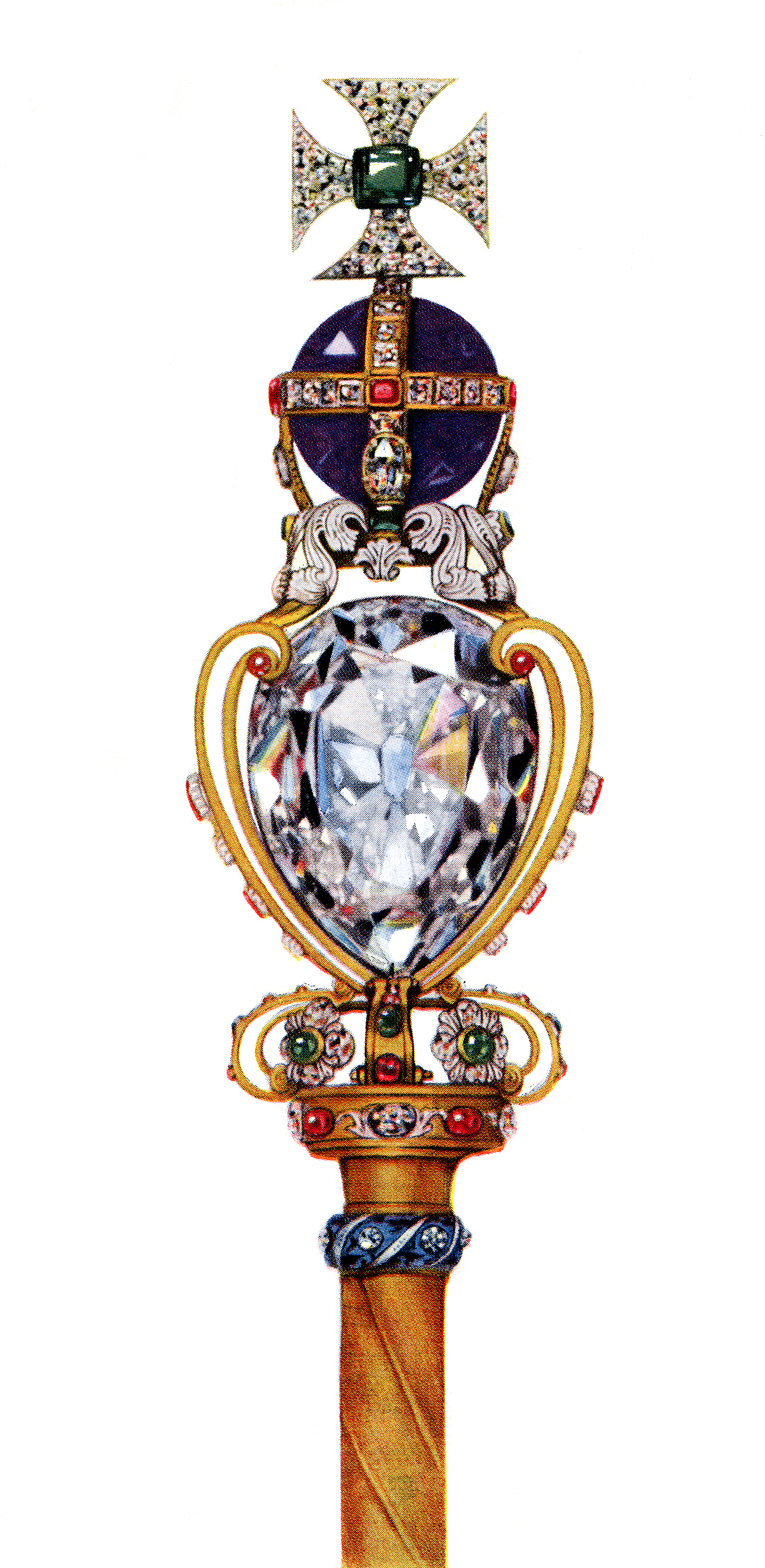
Scepter met het kruis (en Cullinan I diamant)
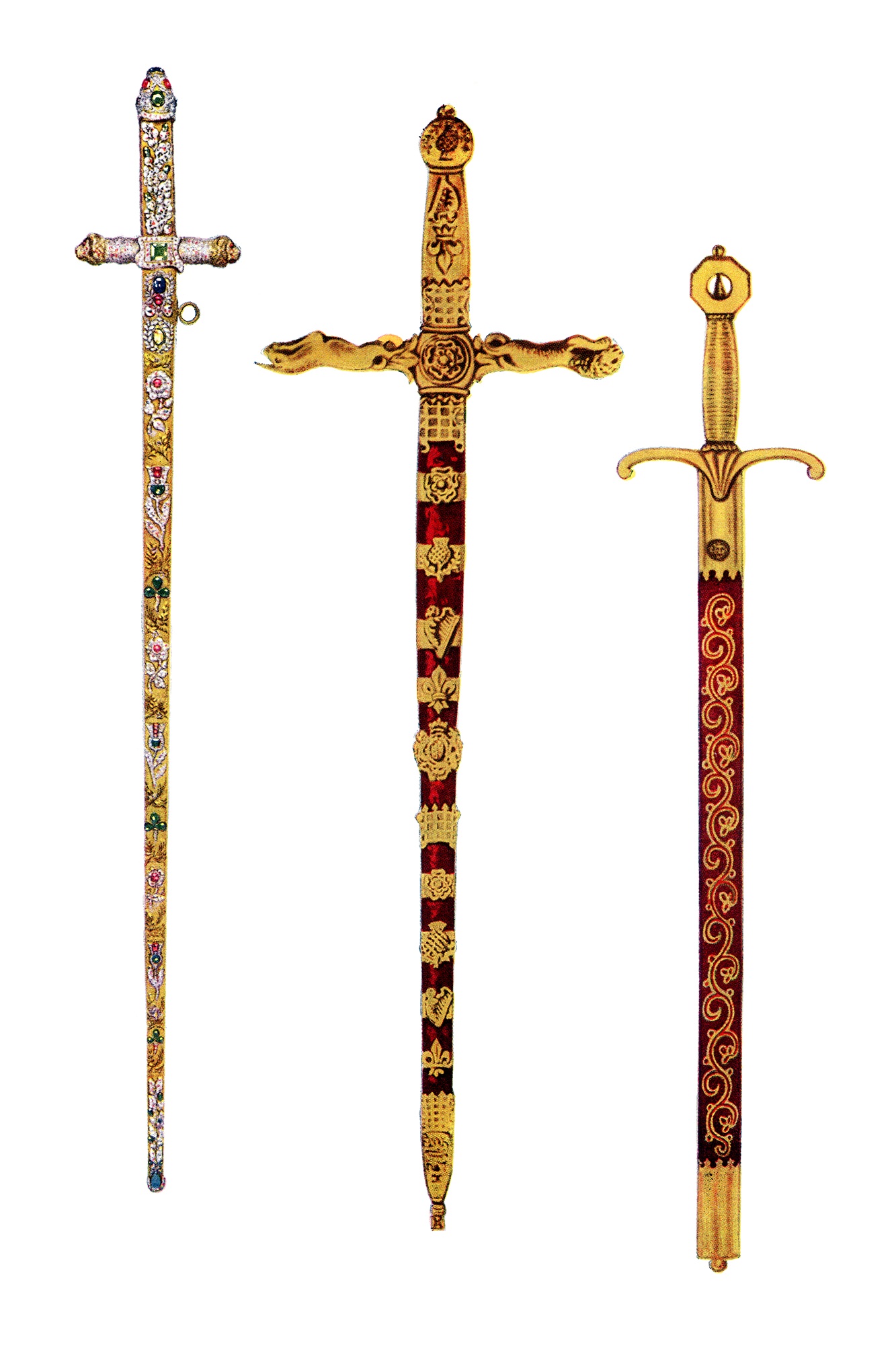
Ceremoniële zwaarden
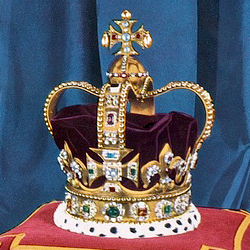
Kroon van Sint-Eduard
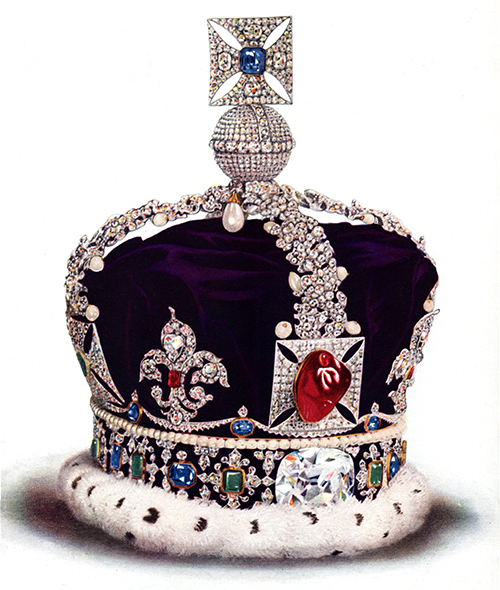
Keizerlijke staatskroon

## Muziek
Bij de kroningen wordt voornamelijk klassieke en religieuze muziek gespeeld. Veel van de koorzang is gebaseerd op een aantal Bijbelse teksten die sinds de kroning van koning Edgar in 973 bij kroningen worden gebruikt; zulke liederen staan bekend als coronation anthems (kroningsgezangen). 
Na de Reformatie kreeg de hofcomponist (de Master of the King's Music) bij een kroning vaak de opdracht om nieuwe arrangementen te maken bij deze traditionele teksten. Van Zadok the priest is een versie bekend door Thomas Tomkins voor de kroning van Karel I (1621), en een versie van Henry Lawes voor de kroning van Karel II (1661). Händel schreef in 1727 vier kroningsgezangen voor de kroning van George II; een daarvan was een nieuwe versie van Zadok the Priest. Deze versie is sindsdien bij elke kroning uitgevoerd en is daarmee het muziekstuk dat het meest op kroningen is gespeeld.
In de 19e eeuw werden vaak werken van grote Europese componisten gebruikt. Sinds de kroning van Edward VII in 1902 is het gebruikelijk om werk van Britse componisten uit te voeren, zowel klassiek als hedendaags. Voor deze kroning componeerde Hubert Parry het binnenkomstlied I was glad, ter vervanging van een arrangement door Thomas Attwood uit 1831. Het bevat een bruggedeelte halverwege zodat de leerlingen van de Westminster School  gebruik kunnen maken van hun traditionele recht om als eerste burgers de vorst toe te juichen: zij roepen “vivat” als hij het kroningstheater binnengaat. Dit gezang van Perry en Charles Villiers Stanfords Gloria in excelsis (geschreven voor de kroning van George V in 1911) zijn in gebruik gebleven bij kroningen.
Voor de kroning van Elizabeth II maakte Ralph Vaughan Willams een arrangement van de Engelse versie van Psalm 100, getiteld All people that on earth do dwell, dat sindsdien veel wordt gespeeld bij feestelijke gelegenheden in de Engelstalige wereld. 
Voor de kroning van Charles III werden twaalf nieuwe werken gecomponeerd. Voor deze kroning werd er voor het eerst een gospelkoor geformeerd, het Ascension Choir, en trad de officiële Royal Harpist op (koninklijke harpist, een traditie uit Wales).

## Kleding
De kroningsplechtigheid gaat gepaard met groot ceremonieel vertoon en verloopt volgens streng protocol. Voor de aanwezigen bij de kroningsplechtigheid golden tot 2023 strikte kledingsvoorschriften. Deze verschilden naargelang hun maatschappelijke positie en hun eventuele rol tijdens de plechtigheid.

#### Leden van de koninklijke familie
Een koningin-gemalin, koningin-weduwe of prinses van het Verenigd Koninkrijk draagt tijdens de kroningsplechtigheid een paarse fluwelen mantel die met hermelijn is afgezet. Andere leden van de koninklijke familie kleden zich volgens de conventies die gelden voor de adel, met dien verstande dat de mantel van een koninklijke hertog zes rijen hermelijn op de pelerine heeft in plaats van vier, en extra hermelijn op een rand van wit bont (traditioneel eekhoornbont) aan de voorkant van de mantel.
Prinsessen en prinsen van het Verenigd Koninkrijk dragen tijdens een kroningsplechtigheid een speciale kroon die ze echter pas opzetten als de vorst is gekroond. Het model van de kroon verschilt naargelang de positie van de persoon in de koninklijke familie. Er zijn kronen voor de troonopvolger, voor de overige kinderen van de vorst en zijn broers of zusters, voor zijn kleinkinderen en voor zijn neven en nichten. De vrouwelijke leden van de leden van de koninklijke familie dragen een tiara tot het moment van de kroning; daarna verwisselen ze de tiara voor hun kroon.

Tot de 20e eeuw was het niet gebruikelijk dat een koningin-weduwe de kroning van de opvolger van haar overleden echtgenoot bijwoonde. Koningin Mary, de weduwe van George V, brak met deze traditie en woonde in 1937 de kroning van haar zoon George VI bij. Ook koningin-moeder Elizabeth was in 1953 aanwezig bij de kroning van haar dochter Elizabeth II. Elk droeg toen gedurende de hele dienst de kroon waarmee ze zelf was gekroond, maar zonder de beugels.

Kroon van troonopvolger
Kroon van een kleinkind van de vorst
Kroon van een markies
Kroon van een graaf

#### Adel

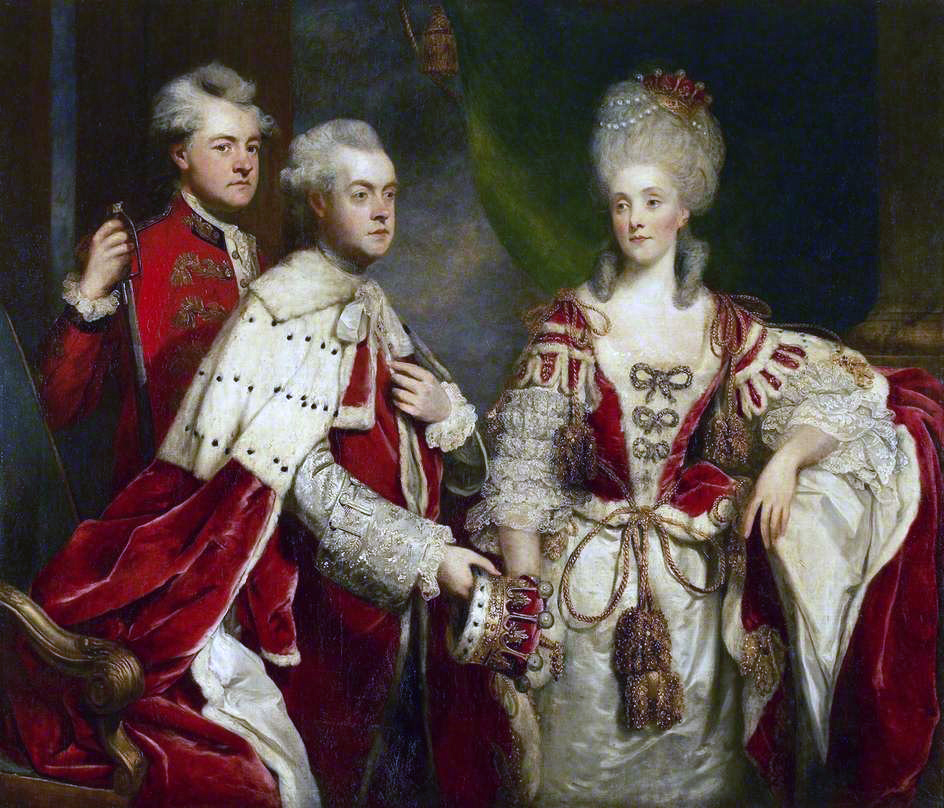
De graaf en gravin van Harcourt in kroningsgewaden. De graaf draagt onder de kroningsmantel nog een surcote van rood fluweel. Dit is sinds de 19e eeuw niet meer gebruikelijk. Schilderij van Joshua Reynolds. (1780)

Het traditionele  kroningsgewaad voor mannen van adel is een mantel van rood fluweel. Deze valt tot aan de grond, is afgezet met wit bont en heeft een pelerine van wit bont. Rijen hermelijnstaarten op de pelerine geven de rang van de drager aan: hertogen hebben vier rijen hermelijn, markiezen drie en een half, graven drie, burggraven twee en een half, en baronnen twee.
Vóór de 19e eeuw droegen edellieden ook een bijpassende rode surcote (overkleed) met een rand van wit bont. Bij recentere kroningen droegen edellieden de staatsiemantel over een ceremonieel uniform, hofkleding of een rokkostuum.
Het kroningsgewaad van een adellijke vrouw is een lange rode fluwelen mantel met sleep, rondom afgezet met wit bont en met een pelerine van wit bont (met rijen hermelijnstaarten die de rang van de drager aangeven, net als bij mannen). Ook de lengte van de sleep en de breedte van de rand wit bont varieert al naargelang de rang van de draagster. Deze staatsiemantel moet worden gedragen met een karmozijnrode fluwelen lijfje, dat ook is afgewerkt met wit bont, over een lange witte of crèmekleurige hofjurk (zonder sleep). Zij dragen bij voorkeur ook een tiara.
Tijdens de plechtigheid zetten de aanwezige edellieden hun adelskronen pas op als de vorst was gekroond. Ook de kronen verschillen naar rang. Edellieden die deel uitmaken van de formele processie bij het begin van de dienst worden vergezeld door een page in livrei die hun kroon draagt.

#### Andere aanwezigen
Bij de kroning in 1953 droegen niet adellijke mannen (ceremonieel) uniform, hofkleding, rokkostuum of een donker pak; Schotse ceremoniële kleding was ook toegestaan. Vrouwen droegen avondjurken of middagjurken en een kleine sluier op het achterhoofd: jassen en hoeden waren niet toegestaan, tiara's wel. Oosterse kleding was toegestaan voor aanwezigen voor wie het de gebruikelijke ceremoniële dracht was.

### Modernisering in 2023
Bij de kroning van Charles III werd de dress code grondig herzien. Het algemene kledingvoorschrift voor de kroning was normale stadskledij. Voor de adel waren kroningsgewaden (coronation robes) niet meer verplicht en adelskronen niet meer toegestaan. Zittende leden van het Hogerhuis mochten de toga's ('parliamentary robes') dragen die ook gebruikelijk zijn bij de ceremoniële opening van het parlementair jaar.De naaste volwassen  familieleden van de koning droegen de ceremoniële mantels van de Orde van de Kousenband of de Royal Victorian Order over avondkleding of uniform. Zij droegen geen kronen of tiara's.

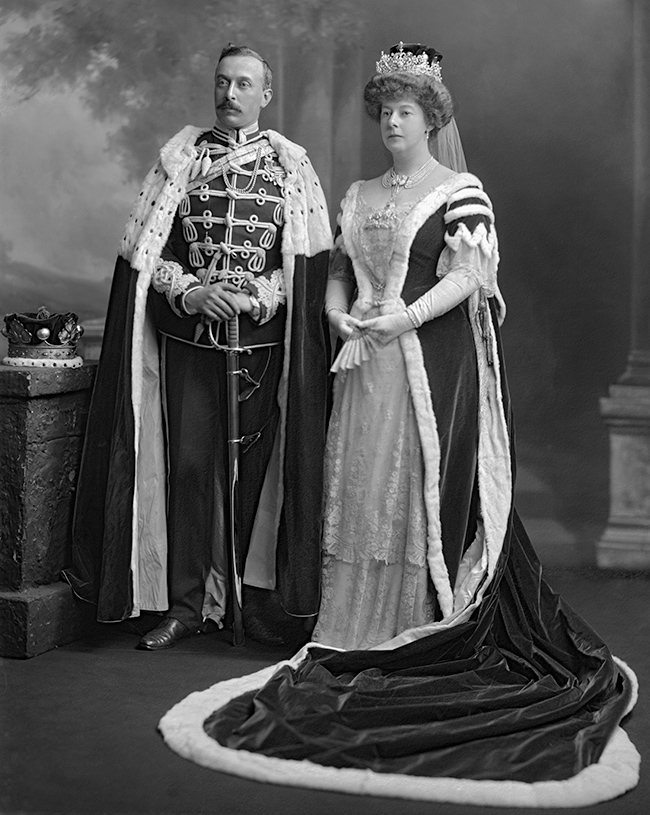
De markies en markiezin van Ailesbury in kroningsgewaden. (1911)  Bij de kroning van koningin Elizabeth II in 1953 droeg de adel nog deze ceremoniële kleding.
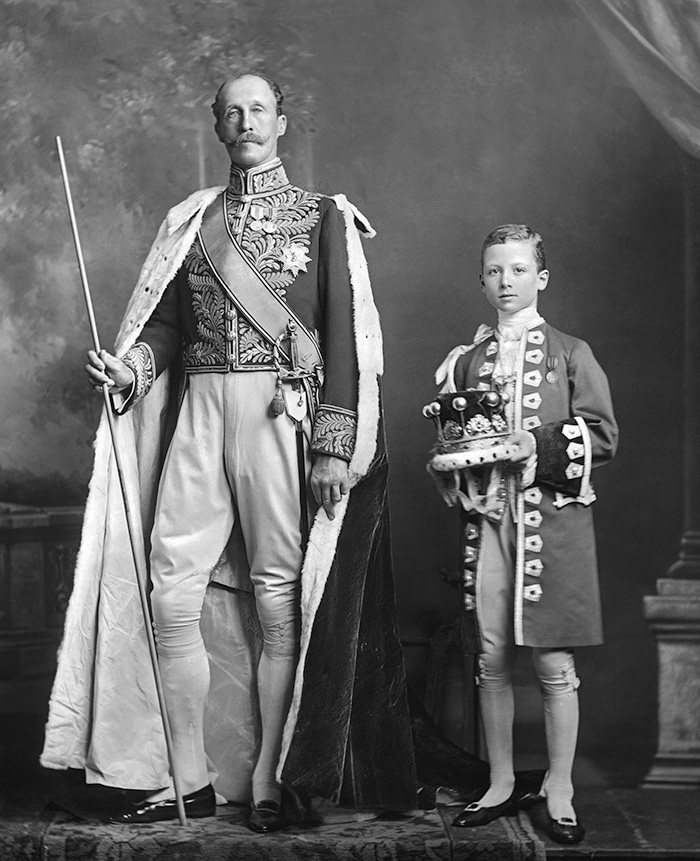
De graaf van Chesterfield in ceremoniële hofkleding en kroningsgewaad. Als Lord Steward of the Household (een hoge functie aan het hof) heeft hij het recht een witte staf te dragen. Zijn page Ferdinand Fairfax draagt zijn adelskroon (1911)

#### Geestelijkheid
De geestelijken die bij de kroning zijn betrokken dragen tijdens de dienst speciale koorkappen. Deze zijn meestal  speciaal voor de plechtigheid gemaakt maar worden na de kroning ook bij andere plechtige gelegenheden gedragen. De koorkappen hebben sprekende diepe kleuren en zijn rijk geborduurd of bedrukt, soms met symbolen die met de kroning te maken hebben. Koningin Elizabeth II gaf voor haar kroning het college van de Deken en Kanunniken van Westminster Abbey speciaal ontworpen blauwe koorkappen cadeau.

## Na de plechtigheid

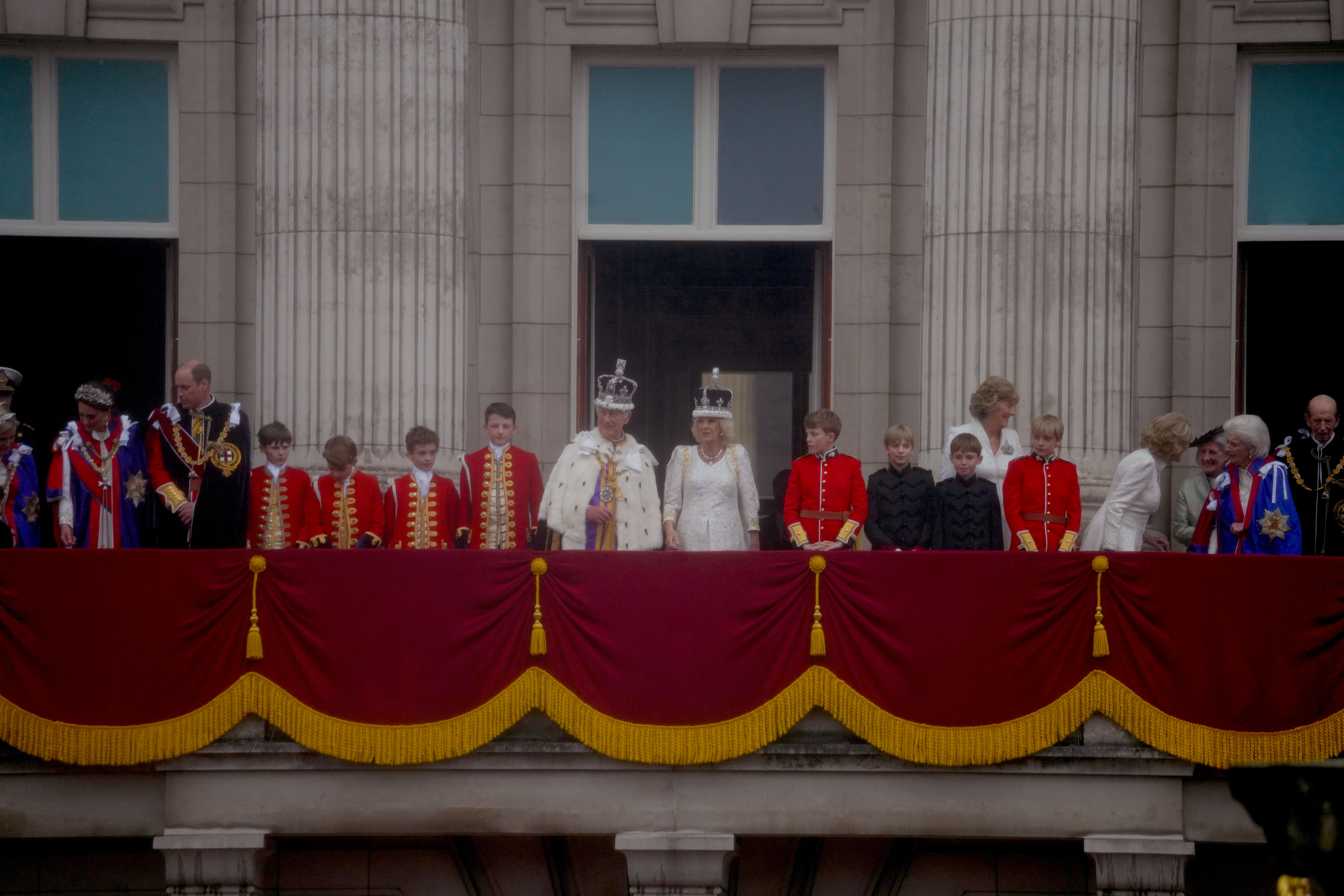
Koning Charles III en koningin Camilla met hun pages en leden van de koninklijke familie op het balkon van Buckingham Palace na de kroning op 6 mei 2023

Na de kroning rijdt de vorst in de staatsiekoets door Londen terug naar Buckingham Palace. De grootse stoet die hem of haar begeleidt wordt gezien als een van de hoogtepunten van de dag.
Traditioneel volgde op de kroning een banket in de Westminster Hall in het Palace of Westminster. De 'kampioen van de koning of koningin' reed tijdens het banket te paard de hal binnen, gekleed in een harnas, met de Lord High Constable rechts van hem en de Earl Marshal links. Een heraut kondigde aan dat de kampioen bereid was om te duelleren met een ieder die de weigerde de vorst te erkennen. De kampioen was altijd een lid van de familie Dymoke, dit was hun verplichting als heren van het landgoed Scrivelsby. Het ritueel werd geschrapt bij de kroning van koningin Victoria en is daarna nooit meer ingevoerd. Sinds de kroning van George IV in 1821 zijn er geen banketten meer gehouden in Westminster Hall. Zijn broer en opvolger Willem IV schrapte het banket om financiële redenen, waarmee een einde kwam aan een 632 jaar oude traditie. Wel is er na de kroning een banket in Buckingham Palace.
Van 1901 tot 1953  werd er daags na de kroning een vlootschouw gehouden. Sinds 1953 is er direct na de kroning een flypast van de Royal Air Force.
Sinds de 20e eeuw poseren de pas gekroonde vorst en andere leden van de koninklijke familie voor officiële portretten in Buckingham Palace. Daarna verschijnen ze op het balkon; de vorst draagt dan de keizerlijke staatskroon en als er een koningin-gemalin is draagt zij ook haar kroon. 's Avonds is er een groot vuurwerk, meestal in Hyde Park.
Ter ere van de kroning worden er ook koninklijke onderscheidingen uitgereikt, zoals normaal te doen gebruikelijk bij de verjaardag van de vorst of op nieuwjaarsdag.

## Organisatie en kosten
Voor de organisatie van de kroning stelt de Privy Council een kroningscommissie in, die weer een uitvoerend comité benoemt. De echte verantwoordelijkheid voor de organisatie ligt bij de voorzitter van het uitvoerend comité; dit is de Earl Marshal, een functie die traditioneel bekleed wordt door de hertog van Norfolk. De Earl Marshal werkt nauw samen met de minister die verantwoordelijk is voor publieke werken. Bij de kroning van Elizabeth II in 1953 begonnen de planning en voorbereiding veertien maanden voor de kroning. De kroning van Charles III was acht maanden na zijn troonsbestijging.

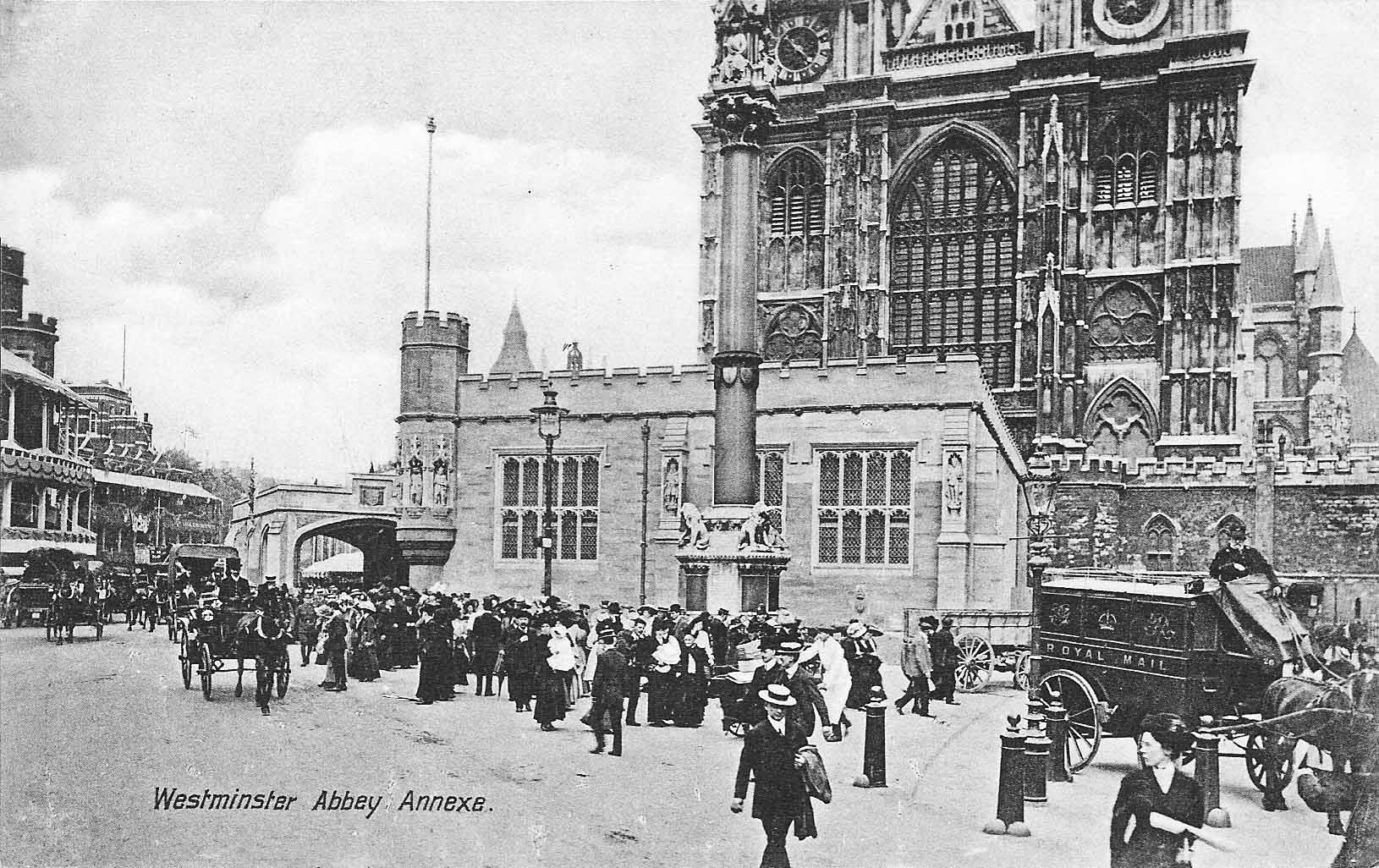
De tijdelijke vleugel (Annexe) van Westminster Abbey gebouwd voor de kroning van George V in 1911

De plechtigheid vereiste tot de kroning van 2023 grote aanpassingen in Westminster Abbey, waaronder de constructie van tribunes met zitplaatsen voor de duizenden genodigden en de bouw van een tijdelijke zijvleugel. In deze 'annexe' verzamelen de deelnemers aan de processie zich; ook zijn er kamers voor de leden van de koninklijke familie. De herinrichting van Westminster Abbey is een ingewikkeld proces. Sinds begin 20e eeuw gebeurt dit  - anders dan in het verleden - met de nodige voorzichtigheid om  te voorkomen dat het gebouw en de daar aanwezige kunstwerken en andere objecten worden beschadigd. Ook moeten alle tijdelijke constructies aan strenge bouwtechnische veiligheidseisen voldoen, en moet er rekening worden gehouden met de technische eisen van de media die verslag doen van de plechtigheid.

Voor de aankleding van de abdij in 1953 werd er 3.600 meter fluweel voor de bekleding van stoelen geweven, 1.400 meter zijde voor stoffering en decoratie, en 31 tapijten. Westminster Abbey was in 1953 vóór de kroning een half jaar gesloten voor het publiek. Bij de werkzaamheden waren zeker 200 personen betrokken.

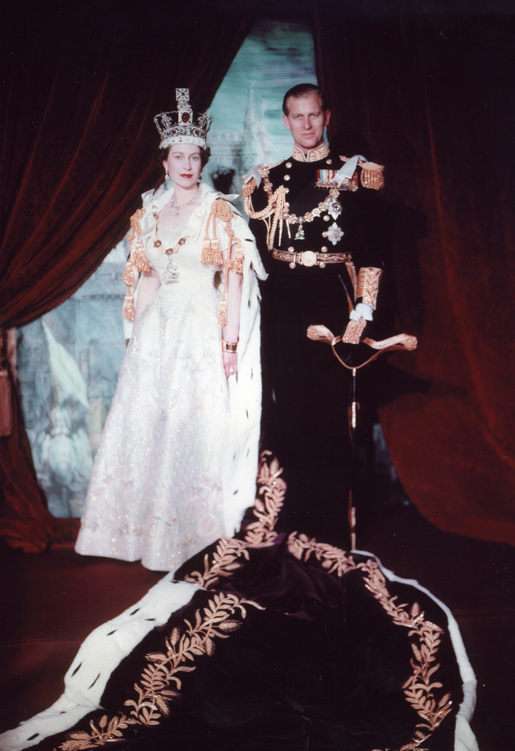
Officieel kroningsportret van Elizabeth II en prins-gemaal Philip. (1953) Foto gemaakt door Cecil Beaton.

De kosten van een kroning kunnen flink oplopen. Geschat wordt dat de kroning in 1953 ₤1.500.000 heeft gekost (te vergelijken met ₤43.000.000 in 2020.) Het gaat hierbij om de kosten van de inrichting van Westminster Abbey, de bouw van tribunes langs de route van de stoet, en de kosten van het hof voor de kleding van de koningin en haar erejoffers, reparaties aan de regalia en de staatsiekoets etc. Daar bovenop kwamen de aanzienlijke kosten voor het vervoer vanuit het buitenland van troepen die een rol zouden spelen bij de plechtigheden, en de aanschaf van ceremoniële uniformen voor alle deelnemende militairen. De totale kosten van de kroning van Charles III in 2023 waren ₤72 miljoen. Hiervan was ₤22 miljoen voor de inzet van de politie en iets meer dan ₤50 miljoen voor alle overige kosten.
Tot in de 19e eeuw was het gebruikelijk dat de Abdij geld verdiende aan de kroning door het verkopen van zitplaatsen. Ook werden meubelen en stoffering die gebruikt waren tijdens de plechtigheid na afloop eigendom van functionarissen in dienst van van de Abdij. Deze praktijk werd bij de kroning van Eduard VII in 1902 definitief afgeschaft. Wel werden na de kroning in 1953 de stoelen en krukjes verkocht waarop de genodigden hadden gezeten. De opbrengst werd gebruikt om de kosten van de kroning te dekken. Ook werden er door de overheid kaartjes verkocht voor zitplaatsen op de tribunes langs de route van de stoet van Buckingham Palace naar Westminster Abbey. Dit gebeurde in 2023 niet meer.

## Verslaglegging
Sinds 1308 is er van elke kroning een officieel verslag gemaakt, de Coronation Roll. Dit gebeurde oorspronkelijk om het verloop van de ceremonie en de aanwezigen vast te leggen. Op deze manier kon er geen misverstand ontstaan over wie - vaak in ruil voor een ambt of land - tijdens de kroning een ceremoniële taak had vervuld, en wie trouw had gezworen aan de nieuwe vorst. De Coronation Rolls worden bewaard in de National Archives. Bij de kroning van Charles III in 2023 is voor het eerst ook een digitale versie gemaakt, waarin videobeelden van de kroning zijn verwerkt. Deze is online voor iedereen toegankelijk.

## Externe bronnen
- BBC verslag van de kroning van Elizabeth II. (YouTube)